# Duewag-Gelenkwagen

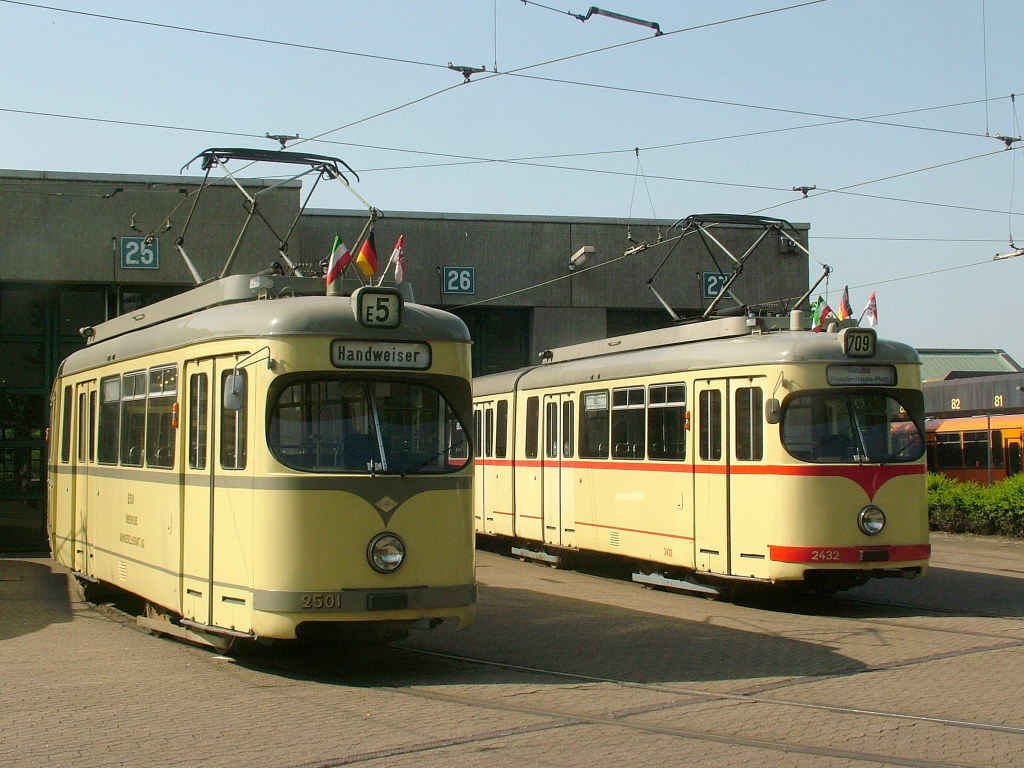
Die Sechsachser der Rheinbahn waren die ersten Duewag-Gelenkwagen

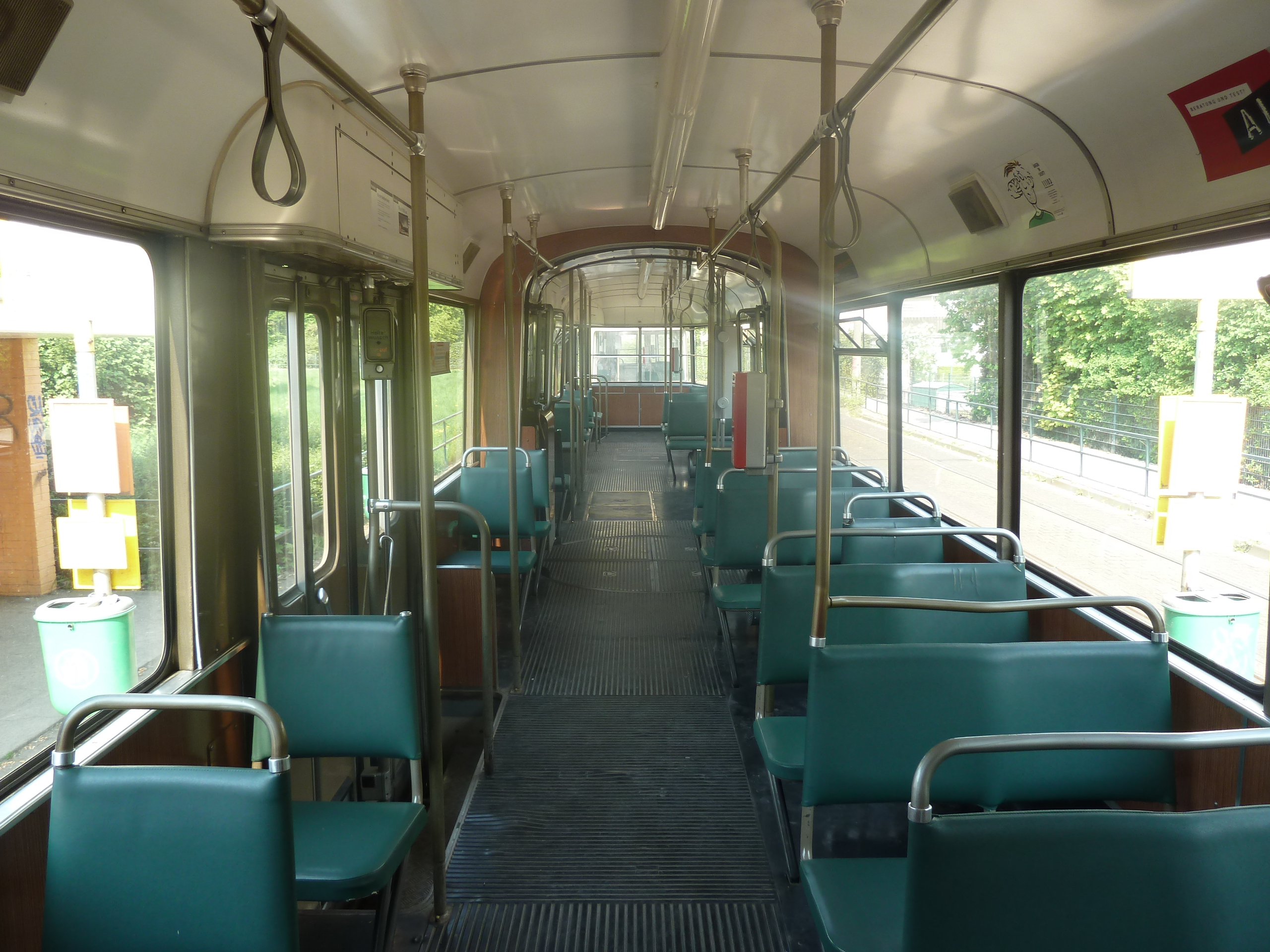
Innenraum eines GT8 der Rheinbahn

Der Duewag-Gelenkwagen war eine früher vor allem in Westdeutschland weit verbreitete Bauart von Straßenbahn-Triebwagen in Gelenkbauweise, vereinzelt entstanden auch Beiwagen sowie einige Lizenzbauten. Die Gelenkwagen wurden von 1956 an in großen Mengen vom Düsseldorfer Hersteller Duewag produziert und basieren konstruktiv auf dem fünf Jahre älteren Duewag-Großraumwagen. Die hier behandelte Gelenkvariante erlangte in der Bundesrepublik Deutschland und in Österreich eine marktbeherrschende Stellung. Die nach einheitlichen Prinzipien gebauten Fahrzeuge wurden auch in andere Staaten exportiert, in vielen Betrieben befinden sie sich bis heute im täglichen Einsatz. Die elektrische Ausrüstung und Steuerung wurde dabei von Siemens, BBC oder Kiepe Elektrik zugeliefert.
Als Nachfolger der klassischen Duewag-Gelenkwagen gelten der Typ Mannheim (ab 1969), der Typ Freiburg (ab 1971), der Frankfurter P-Triebwagen (ab 1972) und der Stadtbahnwagen Typ M/N (ab 1975). 

## Geschichte

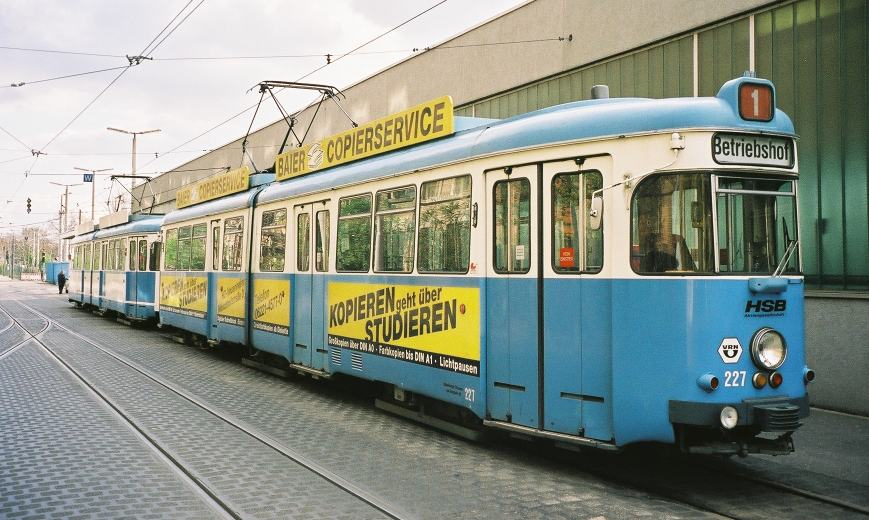
Zweirichtungswagen der Bauart GT 6Z der Straßenbahn Heidelberg mit senkrechten Frontscheiben

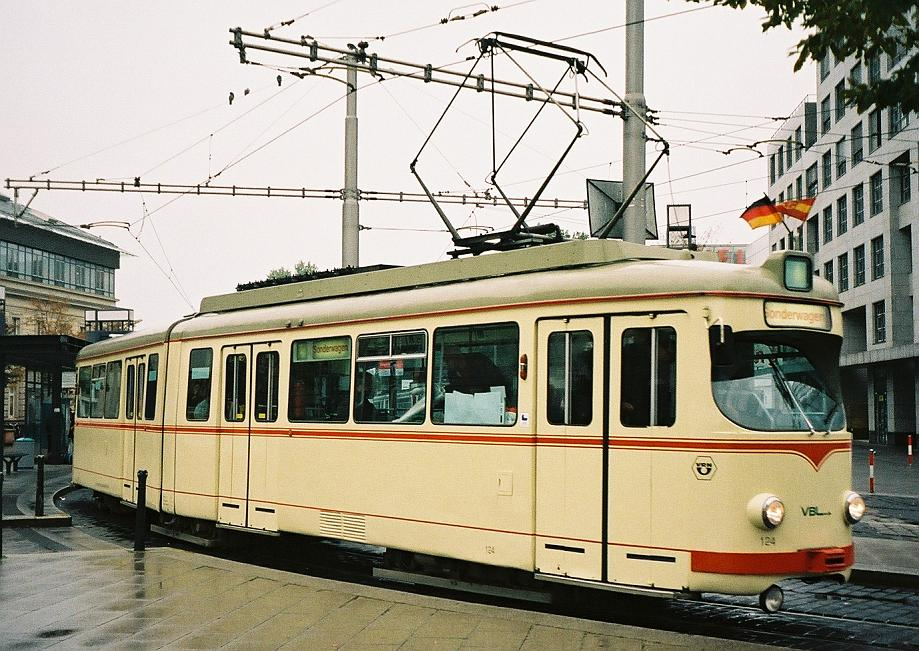
Einrichtungsfahrzeug des Typs GT 6 mit geneigten Frontscheiben der Verkehrsbetriebe Ludwigshafen in Mannheim

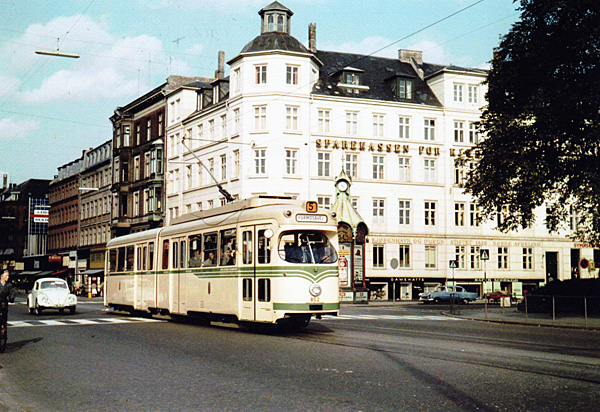
Duewag GT 6 mit Stangenstromabnehmer in Kopenhagen, 1960

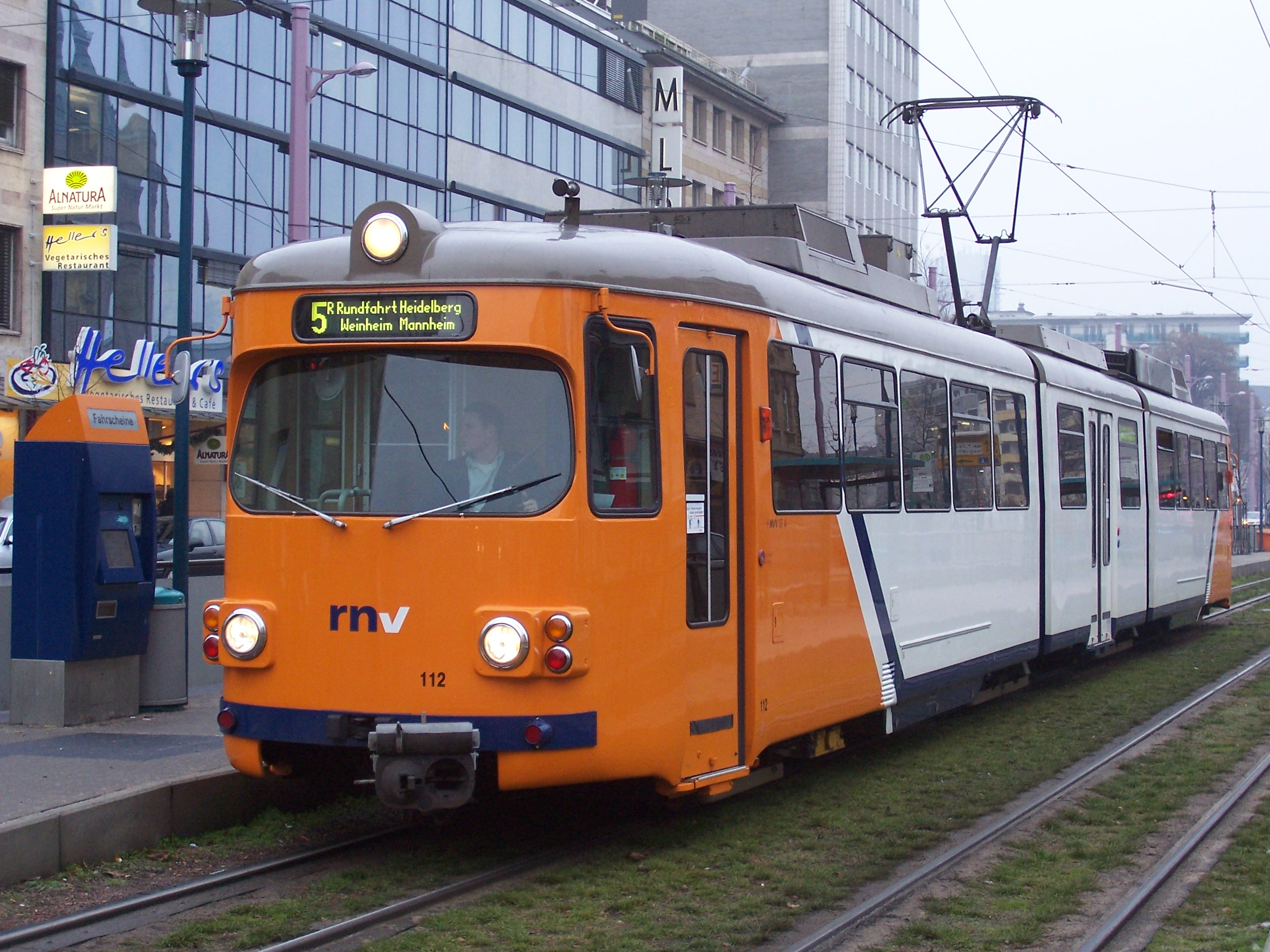
OEG-Achtachser mit schwächer geneigten Frontscheiben

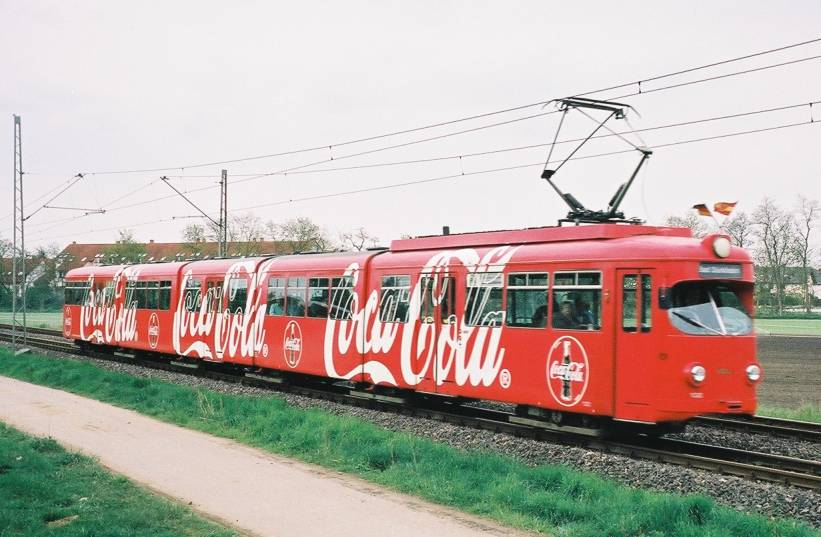
Zwölfachsiger Duewag-Gelenkwagen der Rhein-Haardtbahn

Die ersten Sechsachser in Ein- und Zweirichtungsausführung (Z) liefen ab 1956 in Düsseldorf und bei der Straßenbahn Bochum/Gelsenkirchen (GT 6 und GT 6 Z). Ihnen folgte nach zwei Jahren eine achtachsige Variante (GT 8) für Düsseldorf. Die Einrichtungswagen hatten dabei die typische Duewag-Front mit der schrägen Frontscheibe, die vom amerikanischen PCC-Wagen abgeleitet wurde.
Weitere deutsche Straßenbahnnetze mit Duewag-Einheitsgelenkwagen waren Aachen (GT 6 Z, gebraucht aus Mönchengladbach), Bielefeld (GT 6), Braunschweig (GT 6), Bonn (GT 6), Frankfurt (GT 6 und GT 8), Hannover (GT 6), Hagen (GT 6 Z), Heidelberg (GT 6 und GT 6 Z sowie GT 8 Z), Krefeld (GT 6 und GT 8), Kiel (GT 6), Mainz (GT 6, gebraucht aus Heidelberg), Mannheim/Ludwigshafen (GT 6, für Ludwigshafen auch GT 8), Mönchengladbach (GT 6 Z), Würzburg (GT 6 und GT 8), Wuppertal (GT 8) und die Vestischen Straßenbahnen. 
Im europäischen Ausland gingen Duewag-Gelenkwagen ab Werk nach Basel (beide GT 6 mit hechtartig zulaufender Stirnfront), Kopenhagen und Rotterdam (GT 8). Die Straßenbahn Kopenhagen beschaffte von 1960 bis 1968 in sieben Lieferserien 100 Duewag-Gelenkwagen (Betriebsnummern 801 bis 900), nachdem im Winter 1957/58 der Düsseldorfer Wagen 2412 erfolgreich in Kopenhagen erprobt worden war. 31 dieser Fahrzeuge wurden als Rohbauten nach Kopenhagen geliefert und dort komplettiert. Im Sommer 1960 traf der erste Duewag-Sechsachser in Kopenhagen ein, vorher hatte er – mit Scherenstromabnehmern versehen – Testfahrten auf dem Netz der Rheinbahn unternommen. Mit dem Kopenhagener Wagen 868 warb die Duewag 1965 auf der Internationalen Verkehrsausstellung in München für ihre Fahrzeuge. Die Kopenhagener Wagen waren 19,095 m lang, 2,200 m breit und hatten Stangenstromabnehmer. Von 1969 bis 1972 wurden im Zuge der Stilllegung der Kopenhagener Straßenbahn mit Ausnahme eines nach einem Unfall ausgemusterten Triebwagens alle Duewag-Gelenkwagen an die Straßenbahn Alexandria in Ägypten verkauft, wo viele davon mit unveränderten Nummern nach wie vor im Einsatz sind. Gebrauchte Gelenkwagen aus Deutschland gingen bis 1990 an die Straßenbahn Belgrad, die Straßenbahn Innsbruck, die Straßenbahn Graz (gebraucht aus Wuppertal), die Strassenbahn Genf (zuvor in Aachen, dort bereits gebraucht aus Mönchengladbach übernommen) und die Straßenbahn Lille (gebraucht von der Vestischen Straßenbahn sowie aus Genf). Den weitesten Transport bis zum neuen Einsatzort hatten zwei ehemalige Dortmunder GT8, die nach Japan zur Straßenbahn Hiroshima kamen. Nach 1990 kamen gebrauchte Duewag-Gelenkwagen aus Westeuropa im Zuge der Öffnung Osteuropas nach dem Ende der Sowjetunion und dem Zerfall des Ostblocks zu diversen Straßenbahnbetrieben im ehemaligen sowjetischen Machtbereich, unter anderem in Bulgarien, Polen und Rumänien. In Ostdeutschland übernahmen die Betriebe in Dessau, Gotha und Schöneiche gebrauchte Duewag-Gelenkwagen.
Die Wagen waren meistens 2,2 Meter breit. Düsseldorf, Frankfurt, Krefeld und Hannover hatten 2,35 Meter breite Gelenkwagen. Die hannoverschen Wagen hatten statt der Duewag-Drehgestelle mit Tandemantrieb LHB-Gestelle mit Tatzlagerantrieb. Die 91 Dortmunder GT8-Fahrzeuge wiesen ebenfalls Tatzlagerantriebe auf, ihre Breite betrug 2,3 Meter.
In Köln wurden ab 1963 GT 6 mit passenden Vierachs-Beiwagen und GT 8 mit jeweils 2,5 Meter Breite beschafft. Die GT 6 und B 4 wurden ab 1968 in GT 8 umgebaut. Grund war, dass der Beiwagenbetrieb in den neuen U-Bahn-Tunneln von der Aufsichtsbehörde nicht gestattet worden war. Umbauten von GT 6 in GT 8 nahmen auch Düsseldorf, Duisburg, Essen, Bielefeld, Krefeld und Würzburg vor.
Die Oberrheinische Eisenbahn-Gesellschaft (OEG) beschaffte Zweirichtungswagen für den Überlandverkehr mit flacherer PCC-Front. Diese Frontscheiben besaßen auch die Frankfurter GT 8 Z, die 1969 in acht Exemplaren als Typ „O“ beschafft wurden. Die Rhein-Haardtbahn (RHB) beschaffte 1967 für die Bahnstrecke Bad Dürkheim–Ludwigshafen-Oggersheim vier zwölfachsige Gelenkwagen der Bauart Düwag ET12, die für die folgenden 27 Jahre als die längsten Straßenbahnwagen der Welt galten.

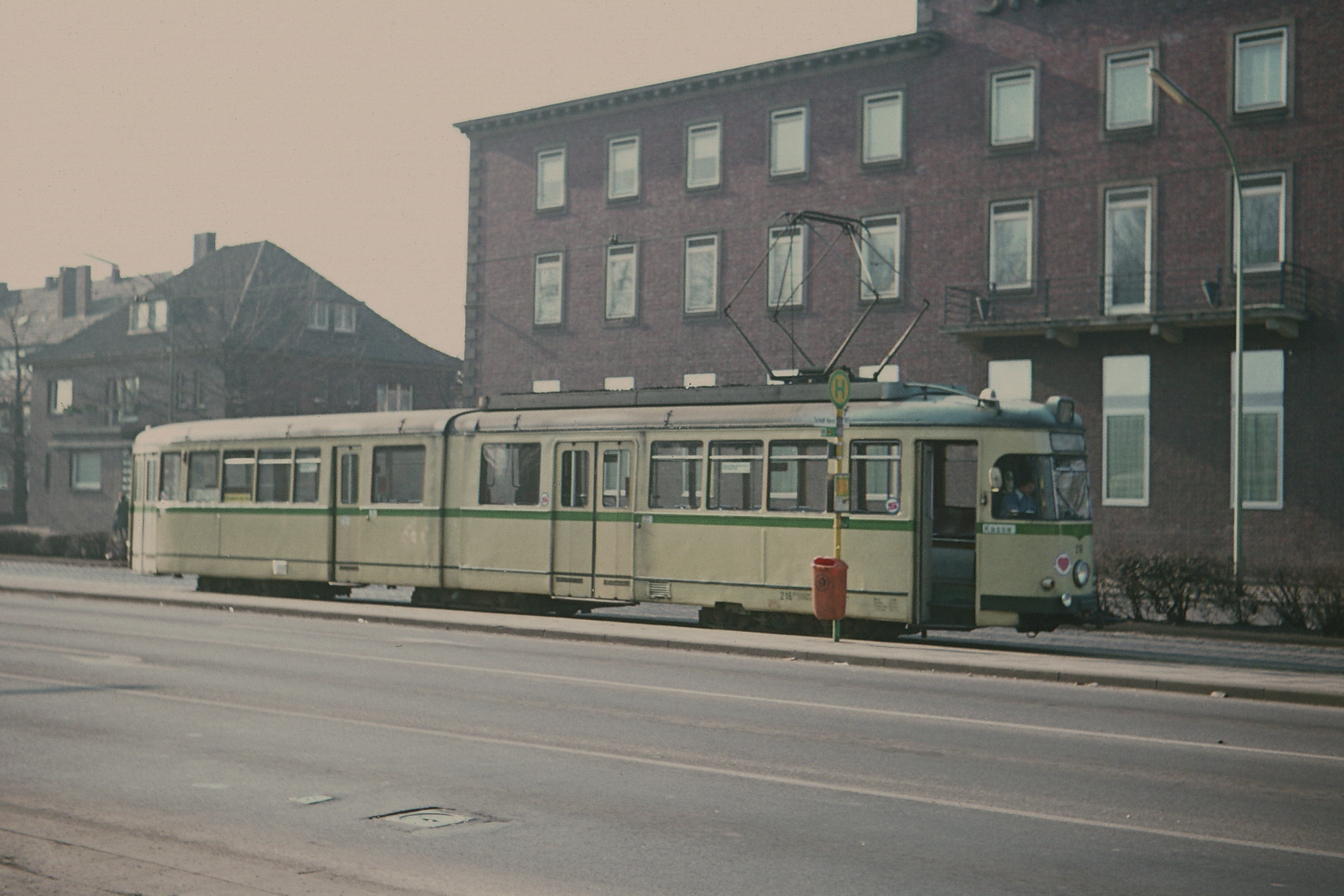
GT6 216 Bogestra im Gleisdreieck Gelsenkirchen-Horst
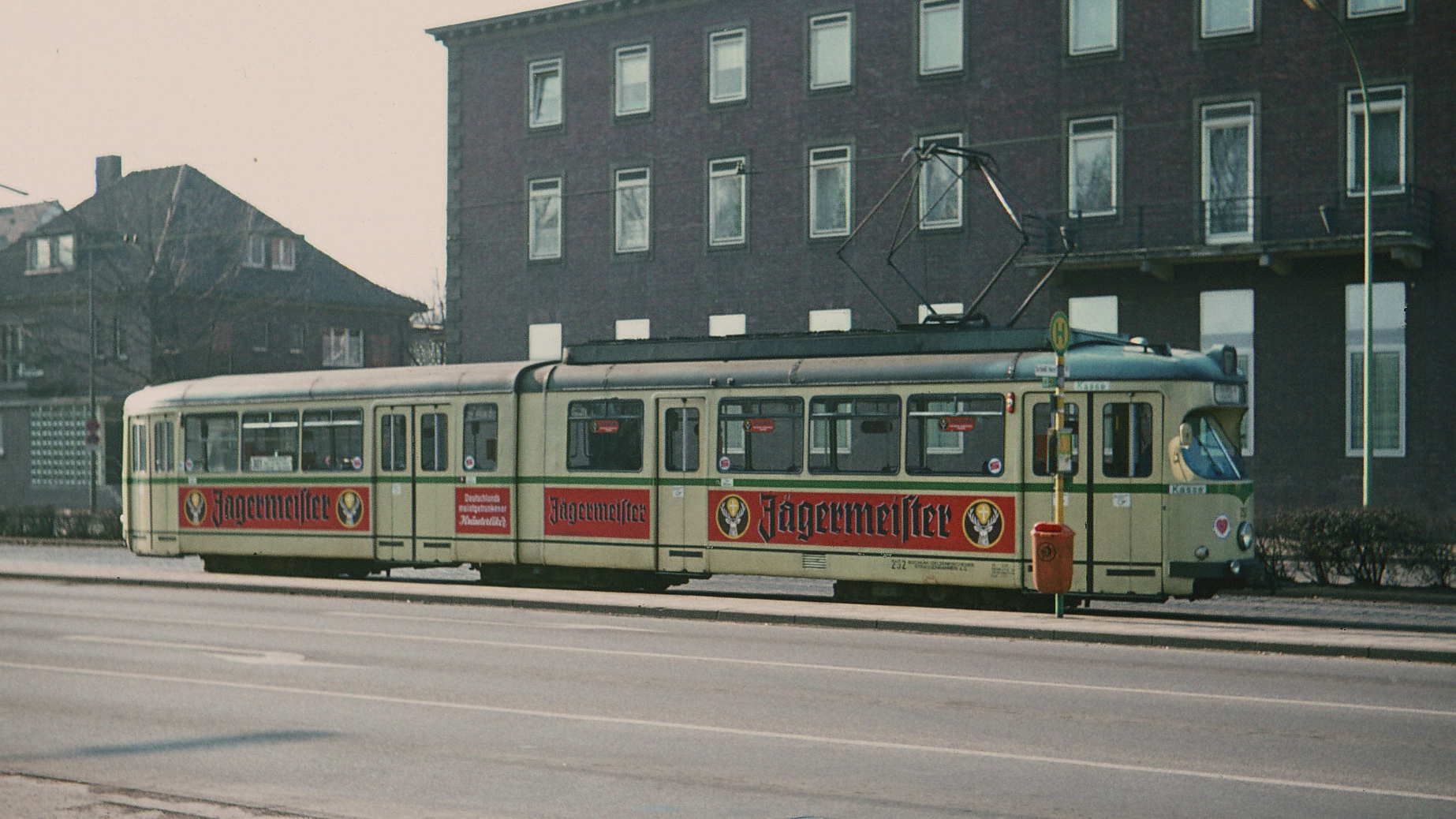
GT6 252 Bogestra im Gleisdreieck Gelsenkirchen-Horst
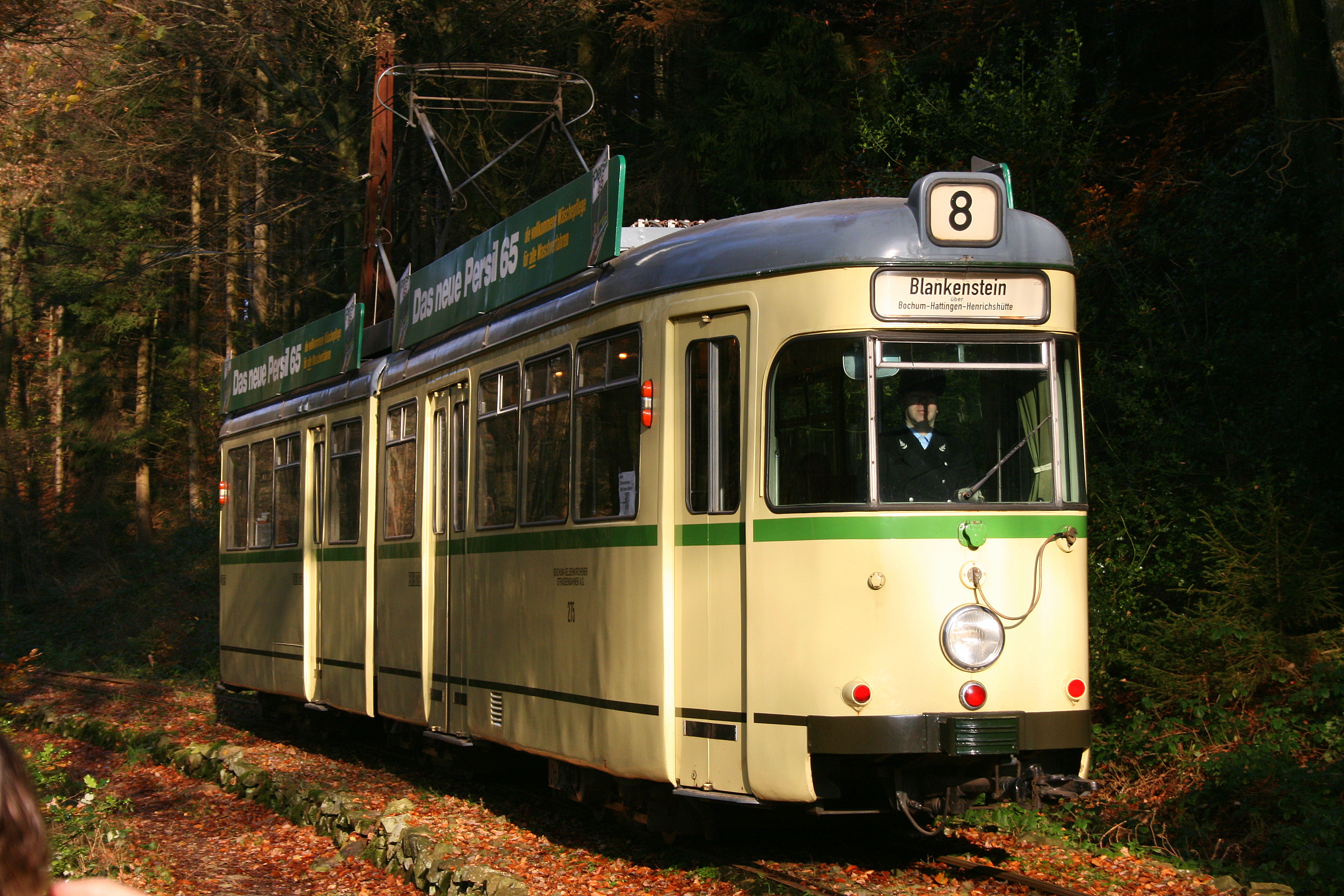
GT 6Z 275 (ex BOGESTRA) im Bergischen Straßenbahnmuseum.
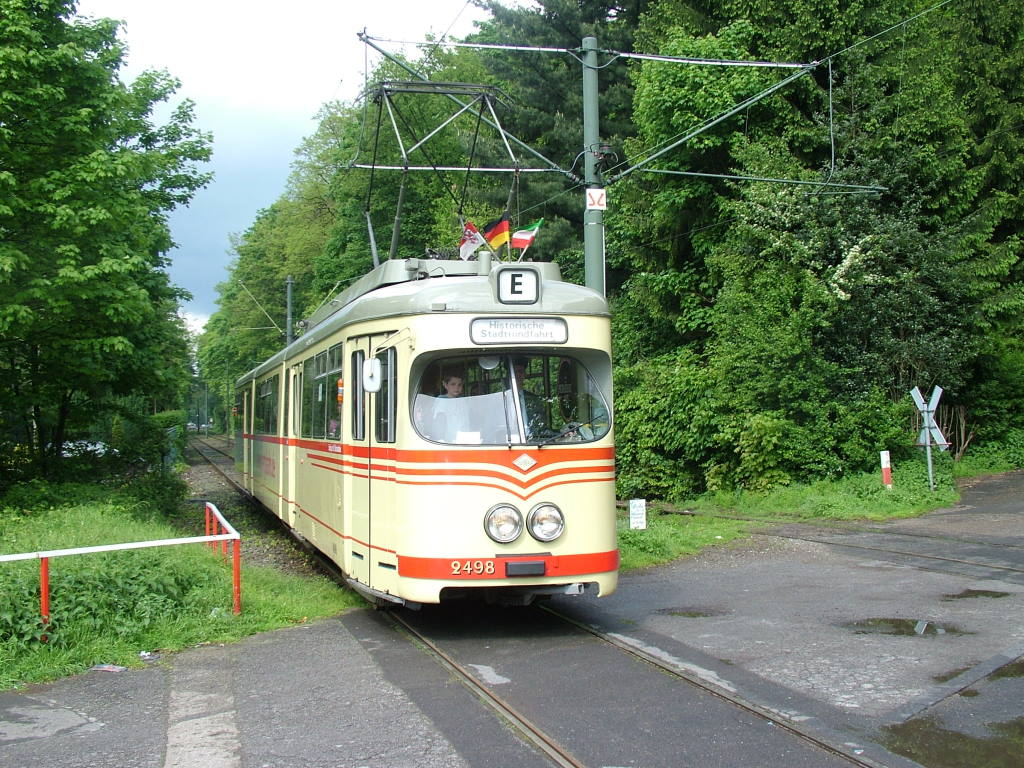
GT-8-Wagen der Rheinbahn in Düsseldorf, bei Einfahrt in die Haltestelle Oberrath
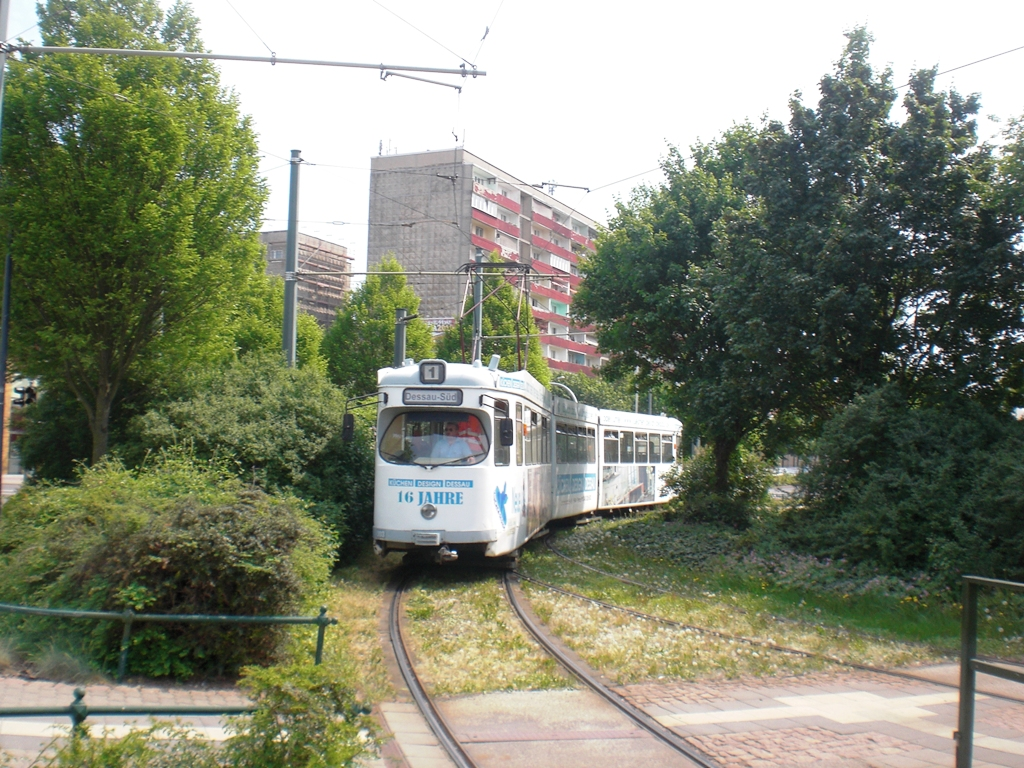
Der GT 8 003 der Dessauer Verkehrsgesellschaft ist als letzter ex Duisburger im Reservedienst
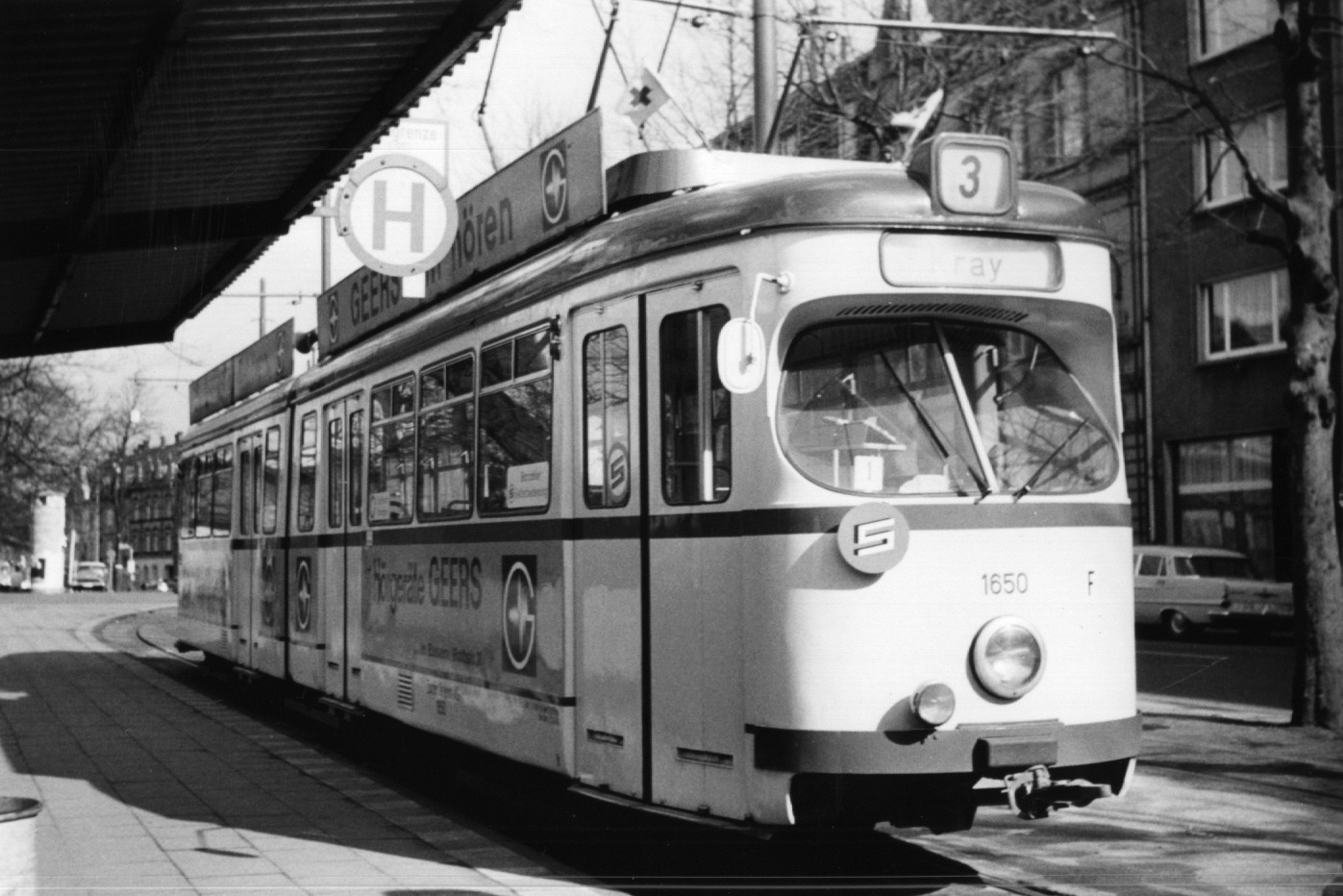
GT6 1650 an der Endhaltestelle Bahnhof Kray Nord in Essen-Kray
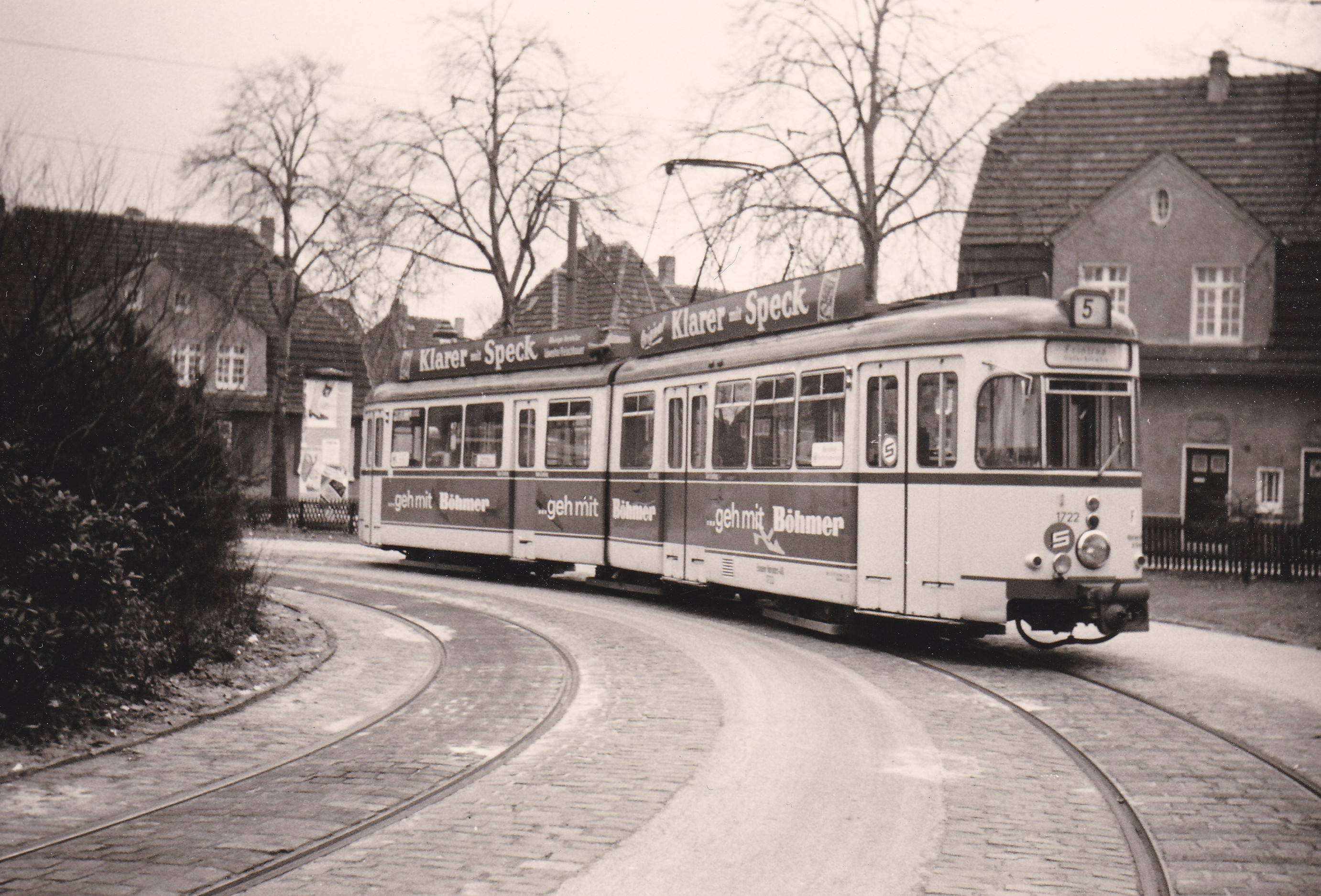
GT6Z 1722 in der Schleife Essen-Rellinghausen
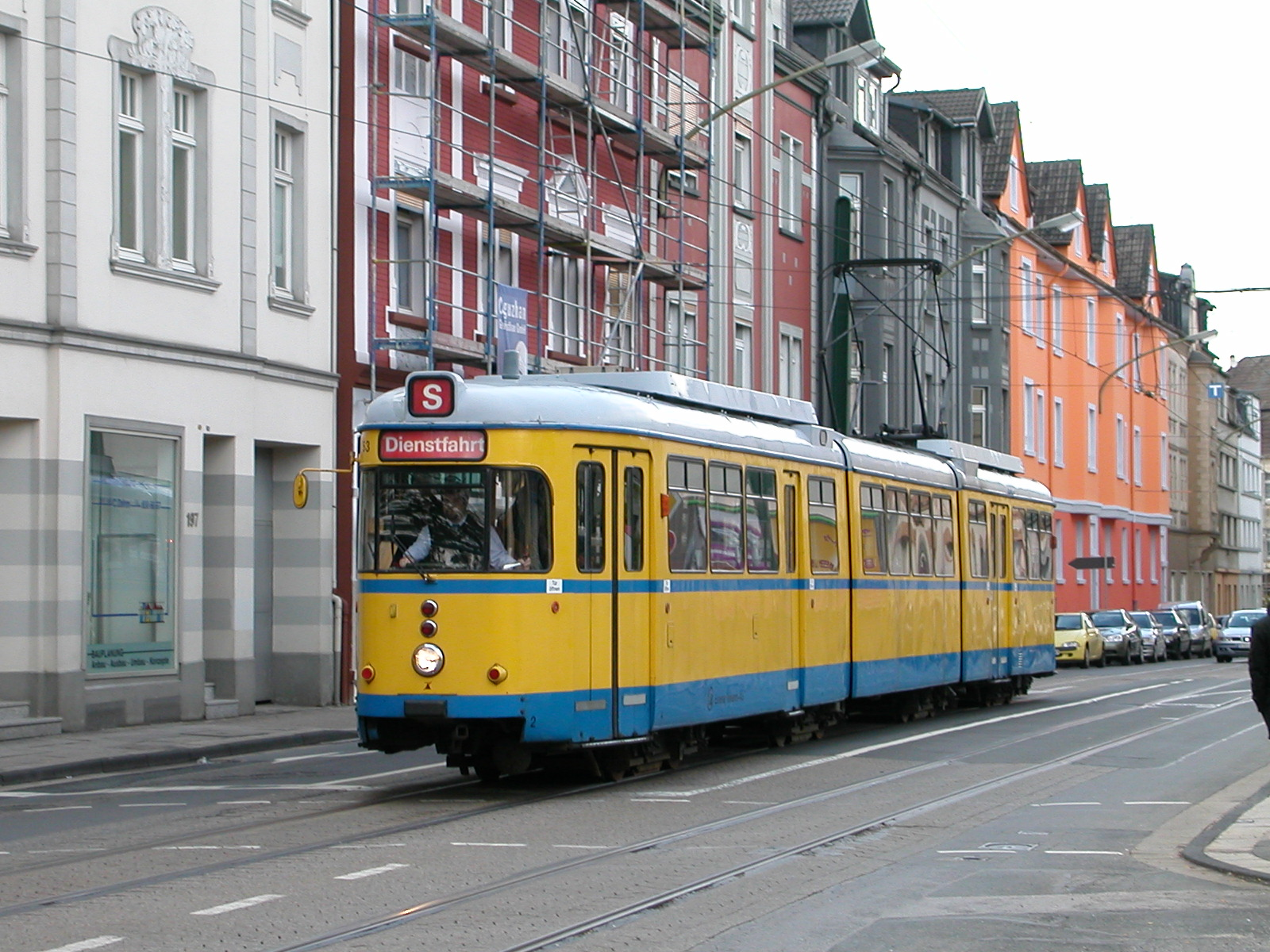
GT8Z 1753 Museumswagen in Essen-Katernberg
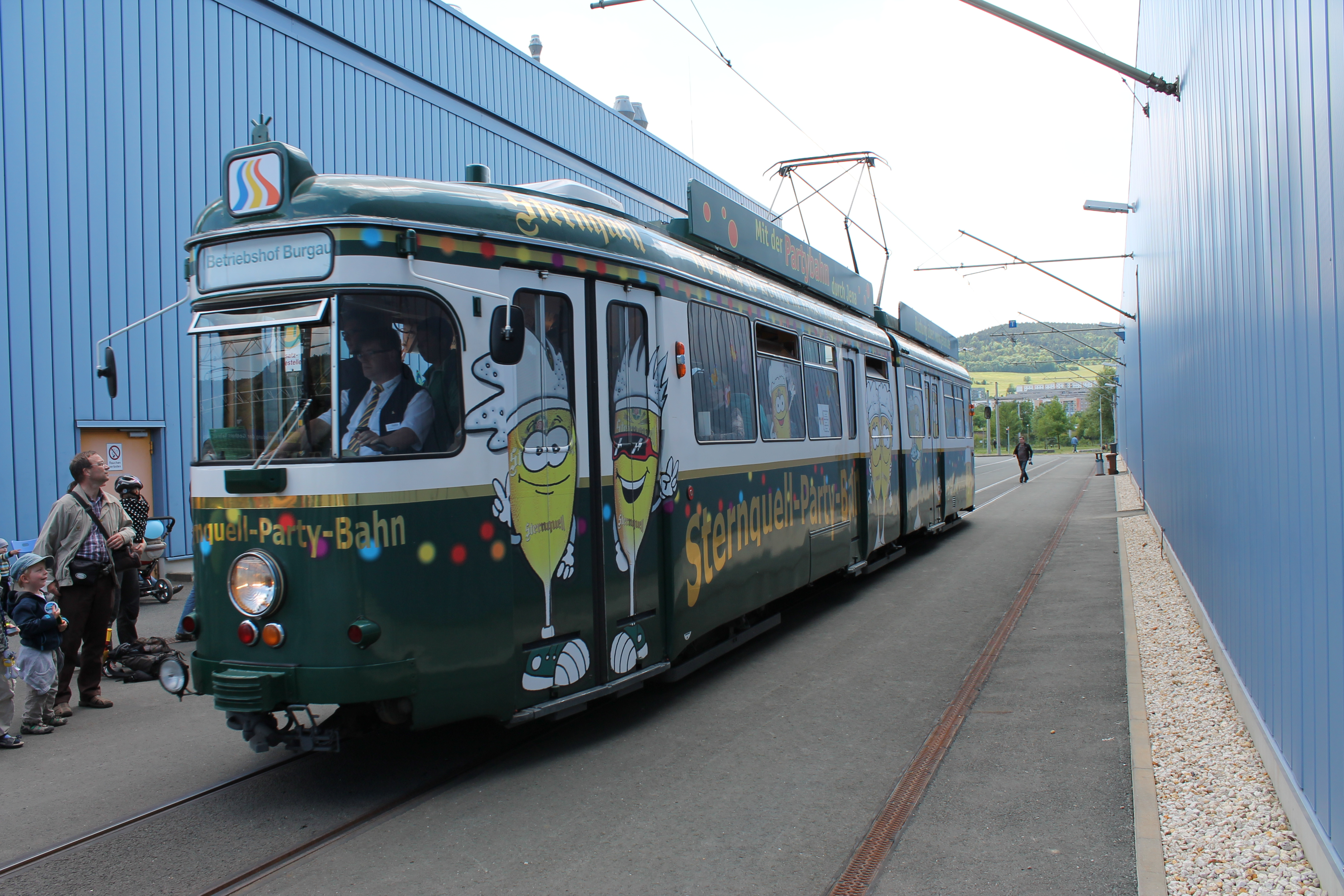
GT6Z als Partywagen in Jena
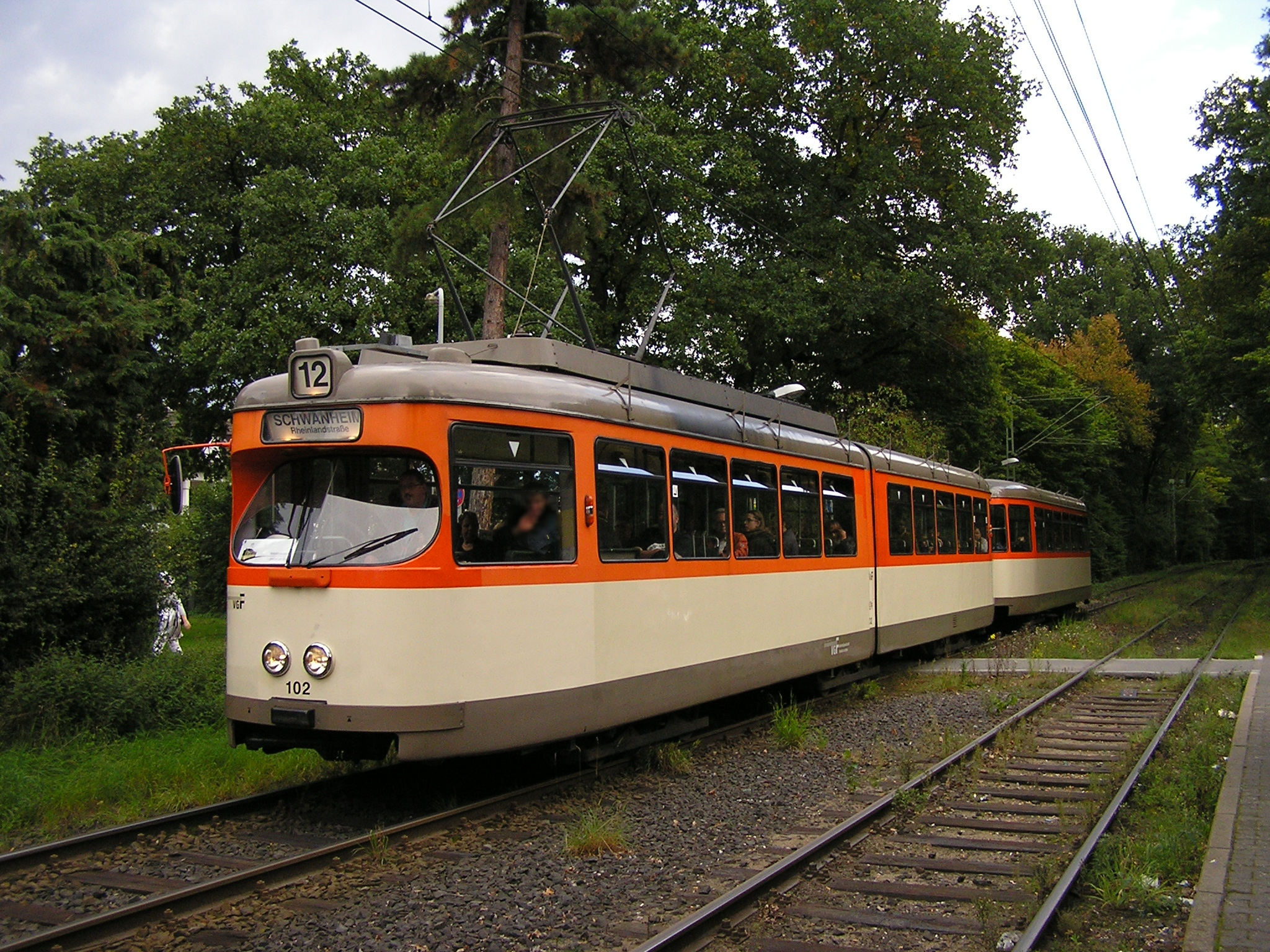
GT 6 (M-Wagen) 102 (ex 602) mit m-Beiwagen 1804 in Frankfurt am Main
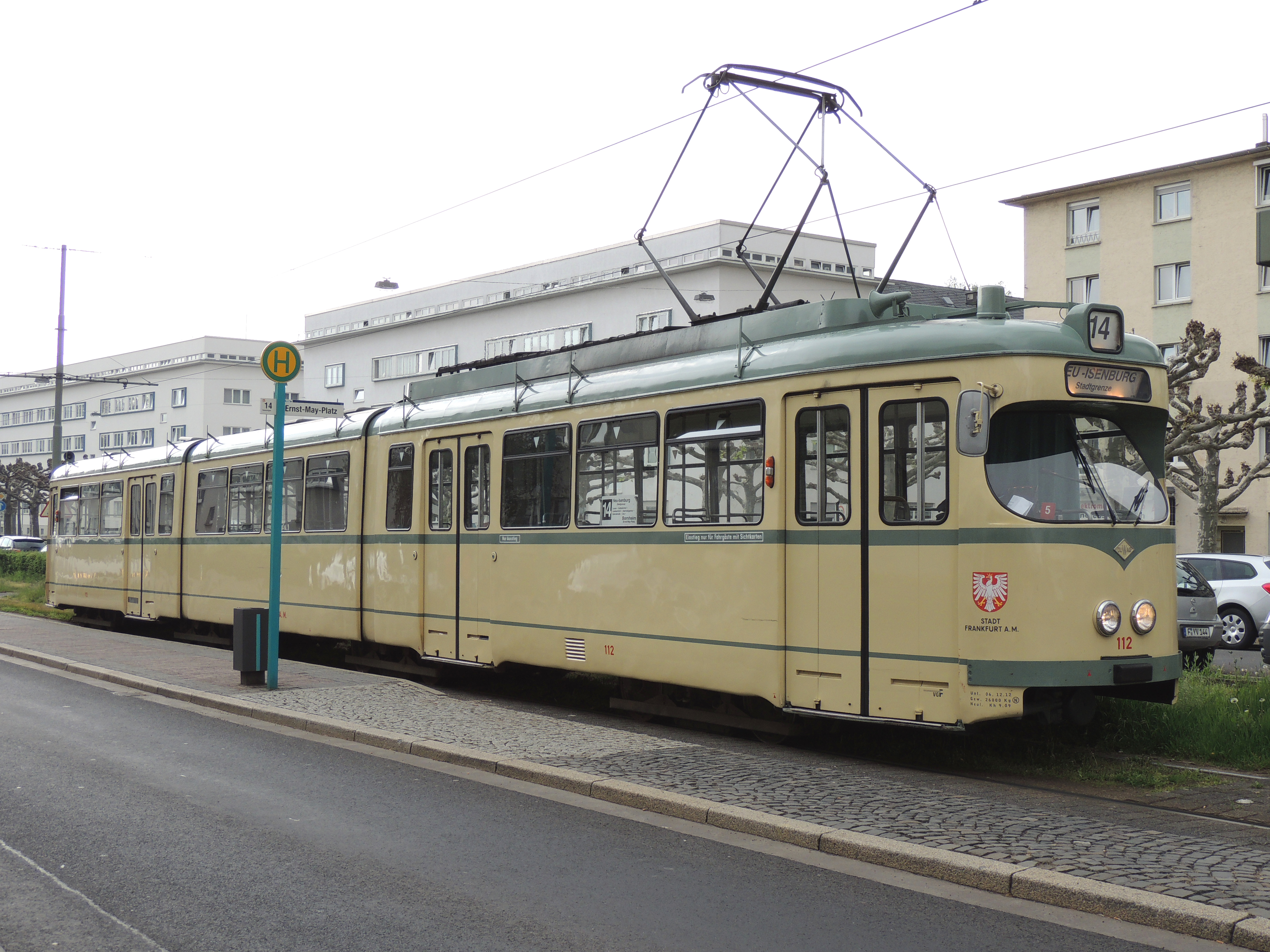
GT 8 (N-Wagen) 112 (ex 812) in Frankfurt am Main
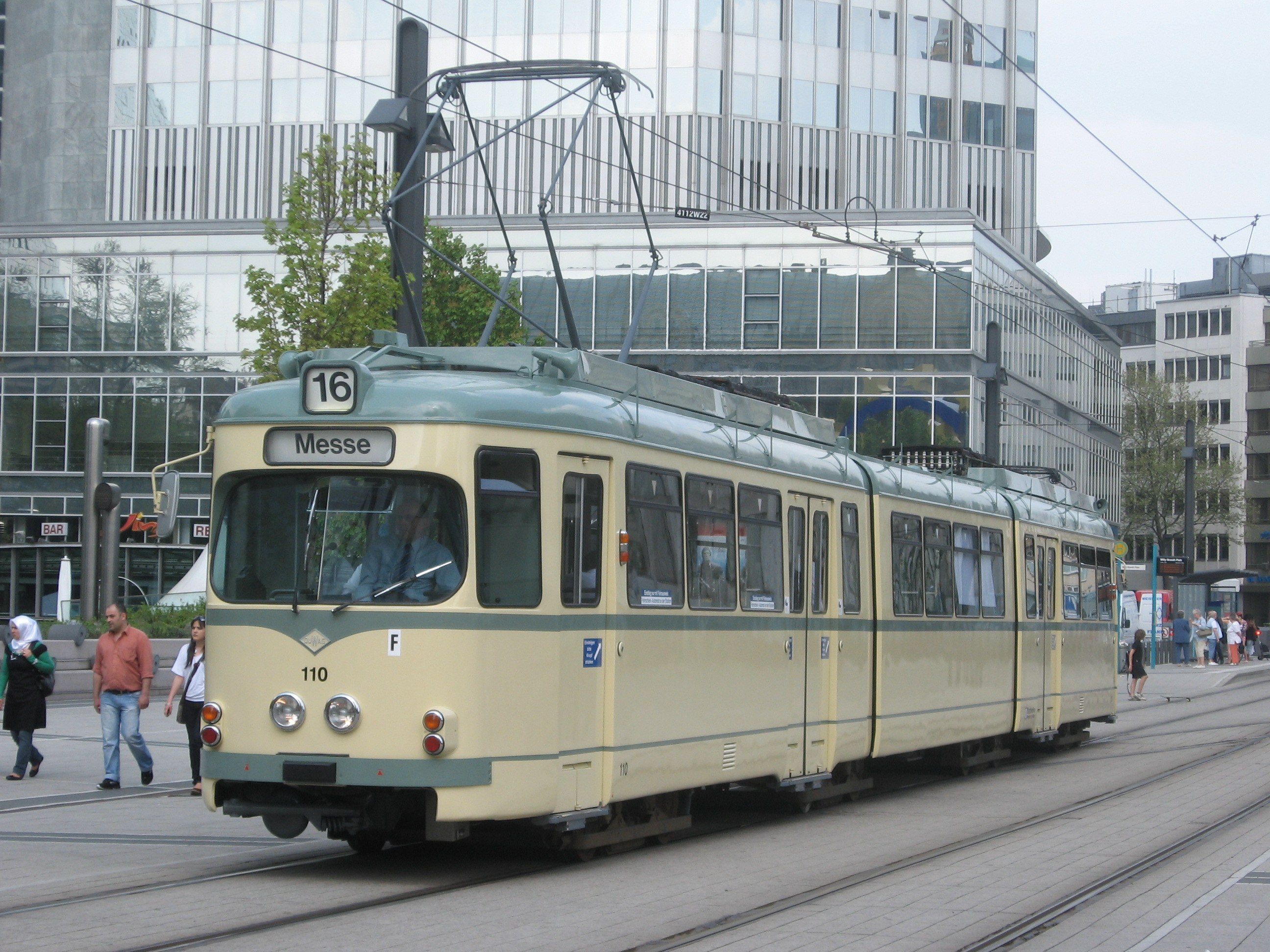
GT 8Z (O-Wagen) 110 (ex 908) in Frankfurt am Main
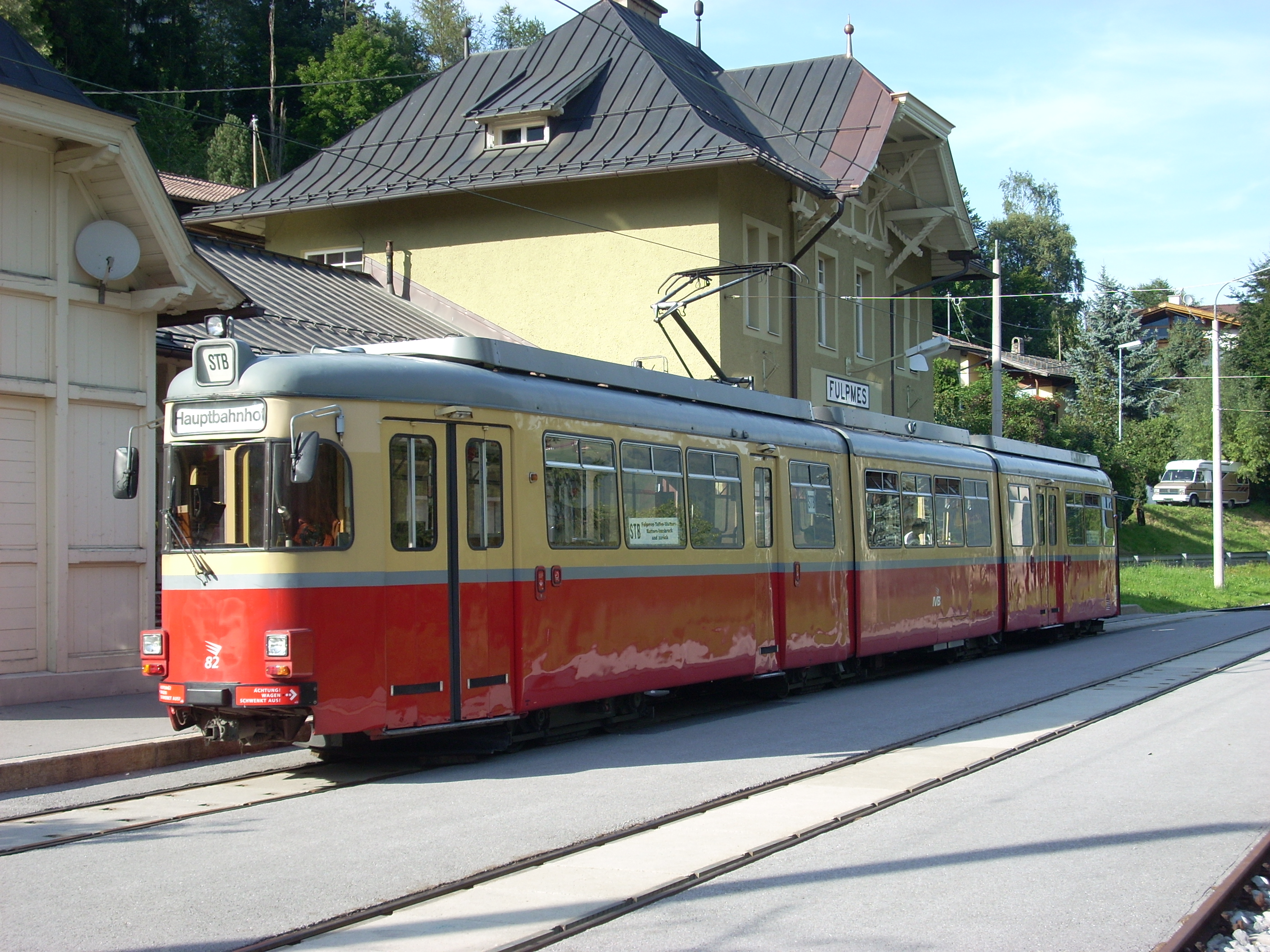
GT8Z 82 ex Bogestra im Stubaital
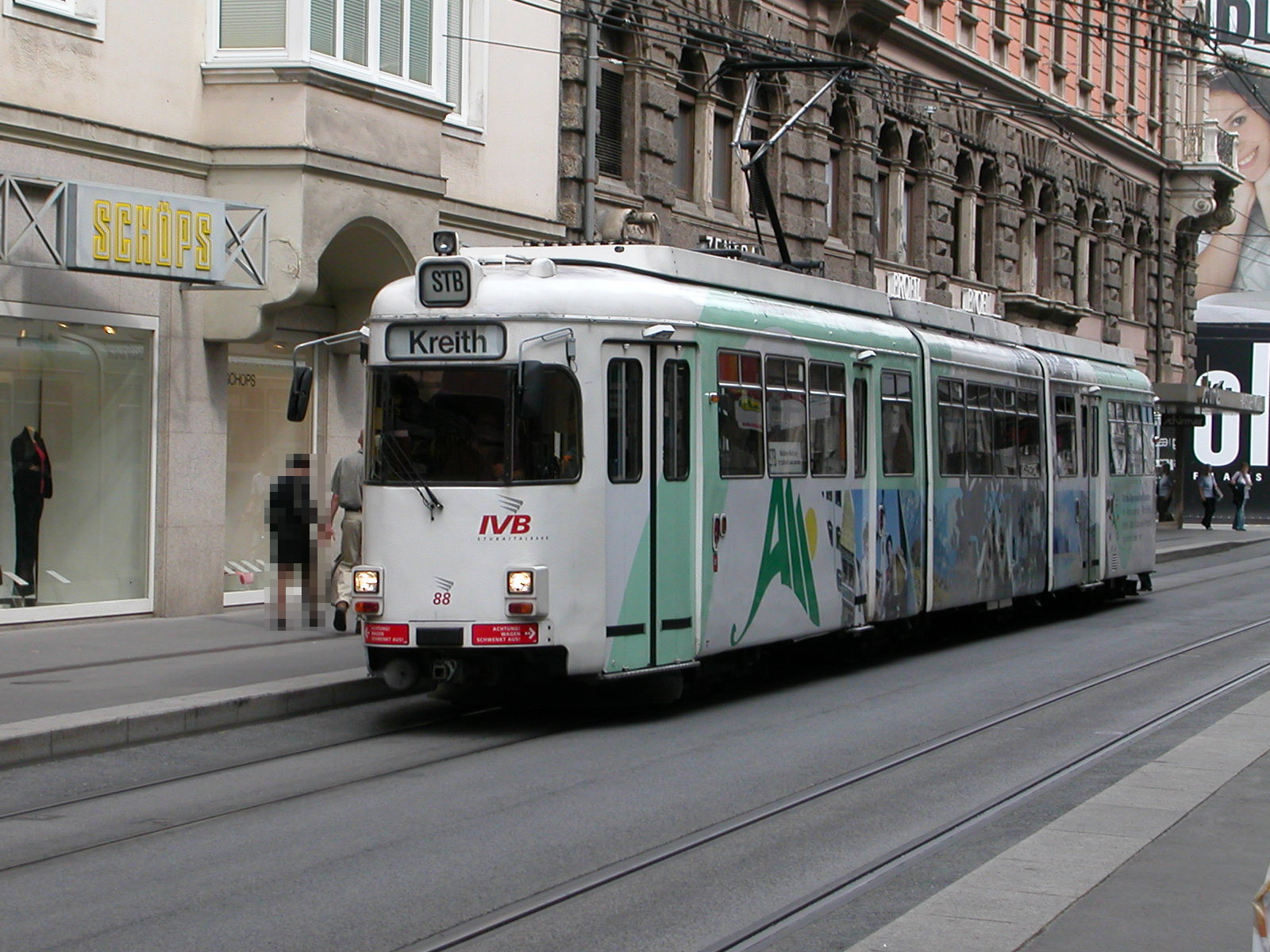
GT8Z 88 ex Hagen in Innsbruck
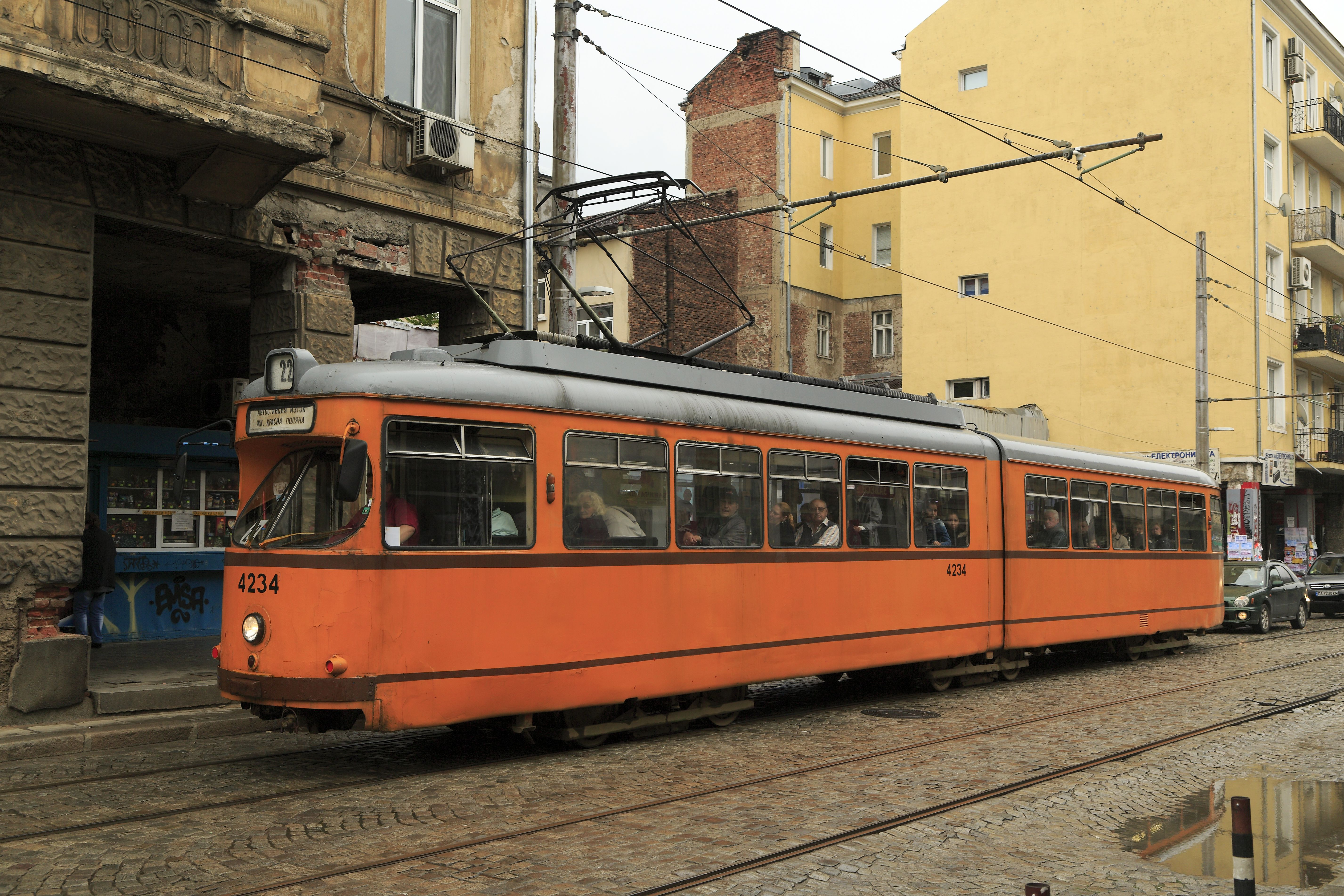
GT 6 aus Bonn im Einsatz in Sofia
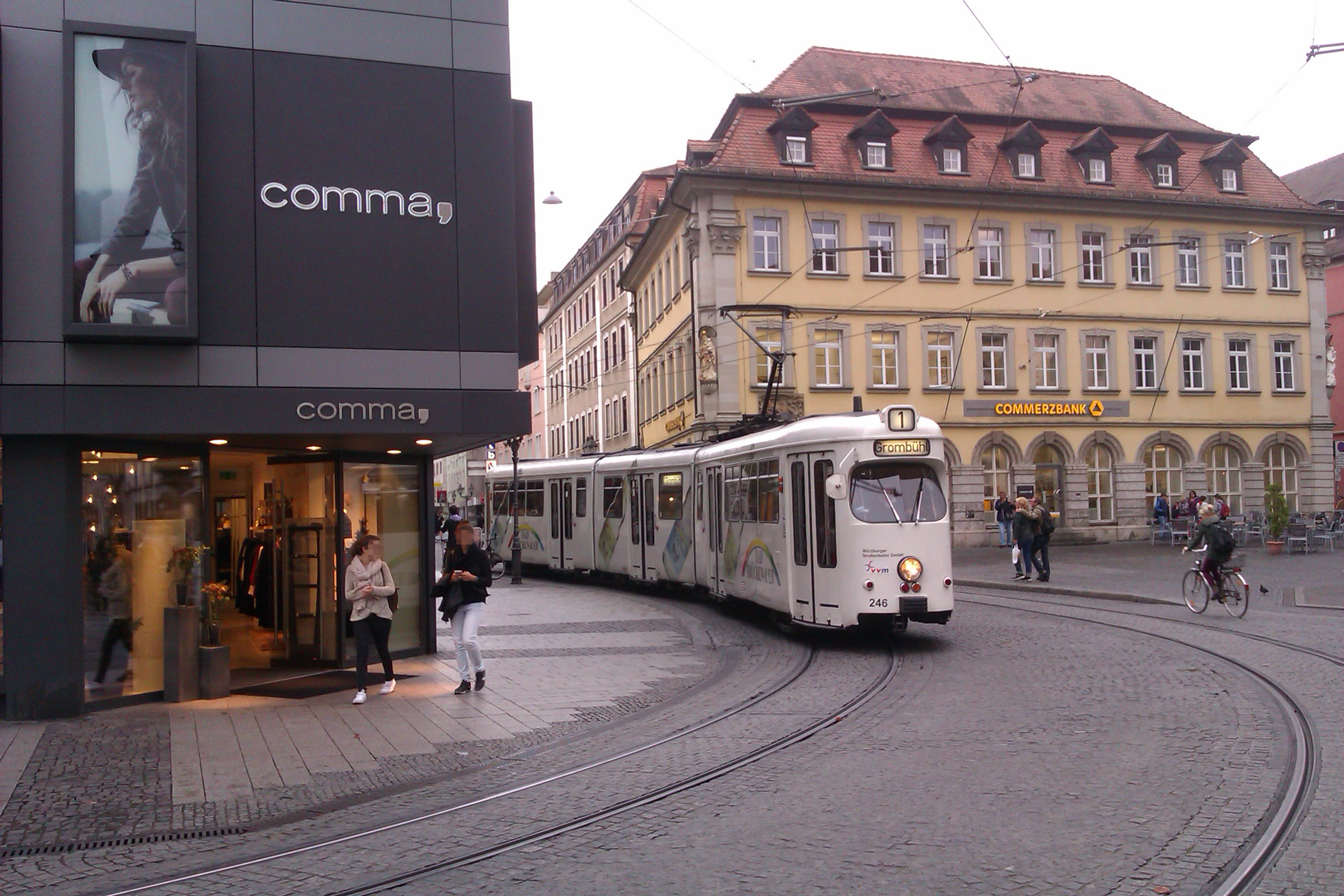
GT8 246 auf dem Weg zum Würzburger Dom
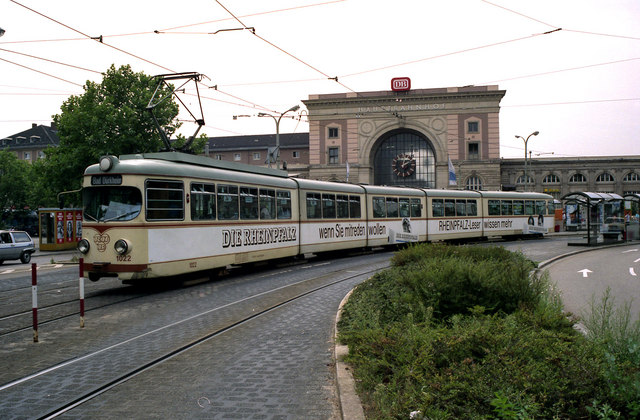
Zwölfachsiger ET12 1022 vor dem Mannheimer Hauptbahnhof

## Lizenzbauten
In Lizenz stellte 1959 auch die Waggonfabrik Rastatt acht sechsachsige Gelenkwagen für die Albtalbahn her. Sie wurden später allesamt zu Achtachsern erweitert. Für die Straßenbahn Kassel stellte die „Arbeitsgemeinschaft der Kasseler Waggonindustrie“ (eine Kooperation von Wegmann und Credé) 33 Lizenz-Sechsachser her. 
Weitere Lizenzbauten entstanden unter Regie der österreichischen Hersteller Lohner bzw. Simmering-Graz-Pauker. Diese sind bzw. waren, in Graz (Serie 260er), Innsbruck, Linz und Wien (Typ E) anzutreffen. In Linz liefen mit den Wagen 68 bis 79, die in den Jahren 1979 und 1980 durch den Einbau eines zweiten Mittelteils zu Zehnachsern verlängert wurden, nach den auf der Rhein-Haardtbahn eingesetzten GT12 die zweitlängsten Fahrzeuge dieses Typs. 
Keine Lizenzbauten sind hingegen die äußerlich ähnlichen Typen GT6-EP, GT6-D und GT8-D der Straßenbahn Karlsruhe sowie die Typen ST7 und ST8 der Straßenbahn Darmstadt. Diese Serien wurden von der DWM bzw. der Waggon-Union in Eigenregie hergestellt. Von Duewag stammt nur die Lizenz für die Falttüren, die Frontscheibe hingegen basiert auf einer PCC-Lizenz.

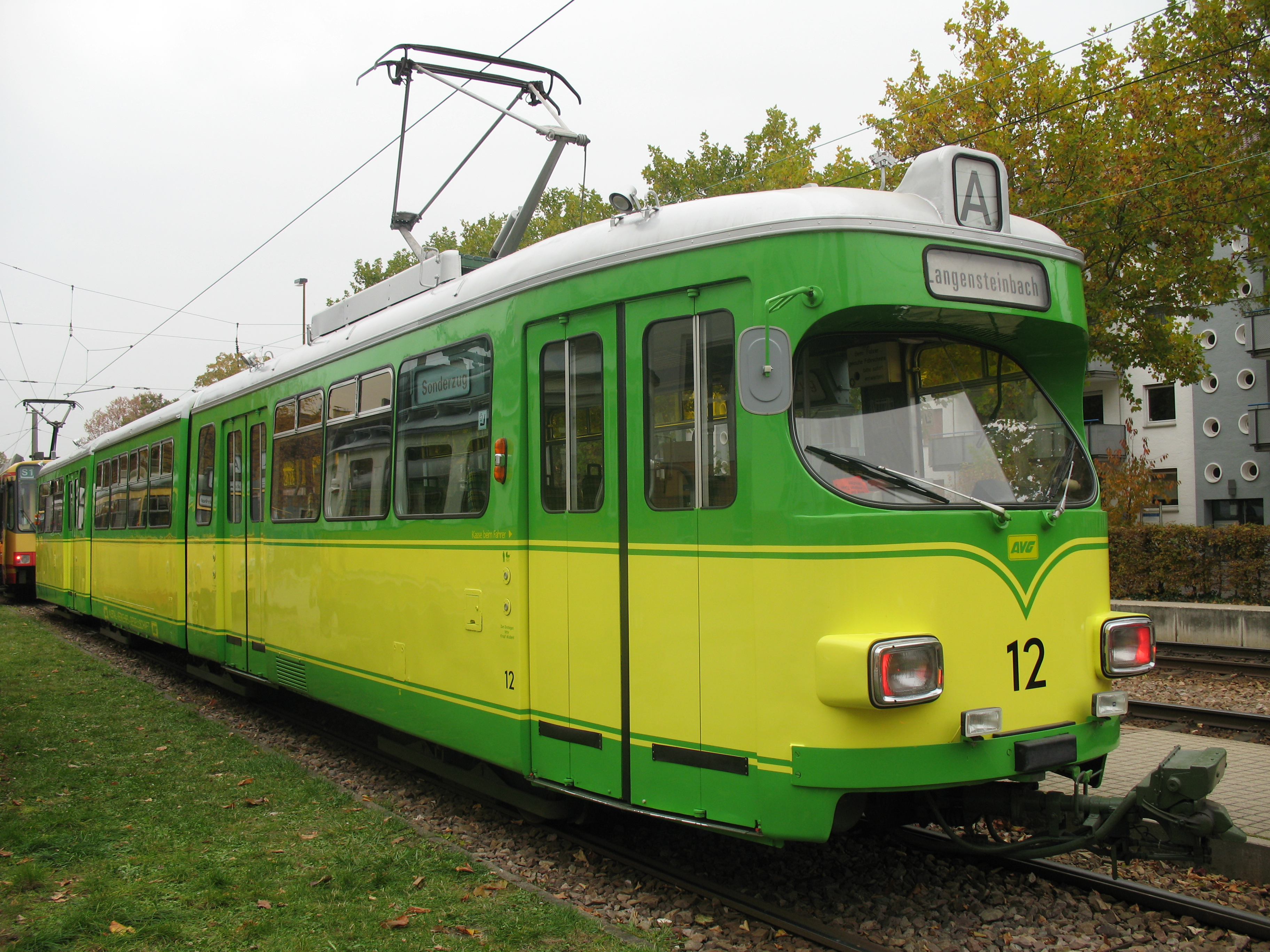
AVG-Triebwagen der Waggonfabrik Rastatt
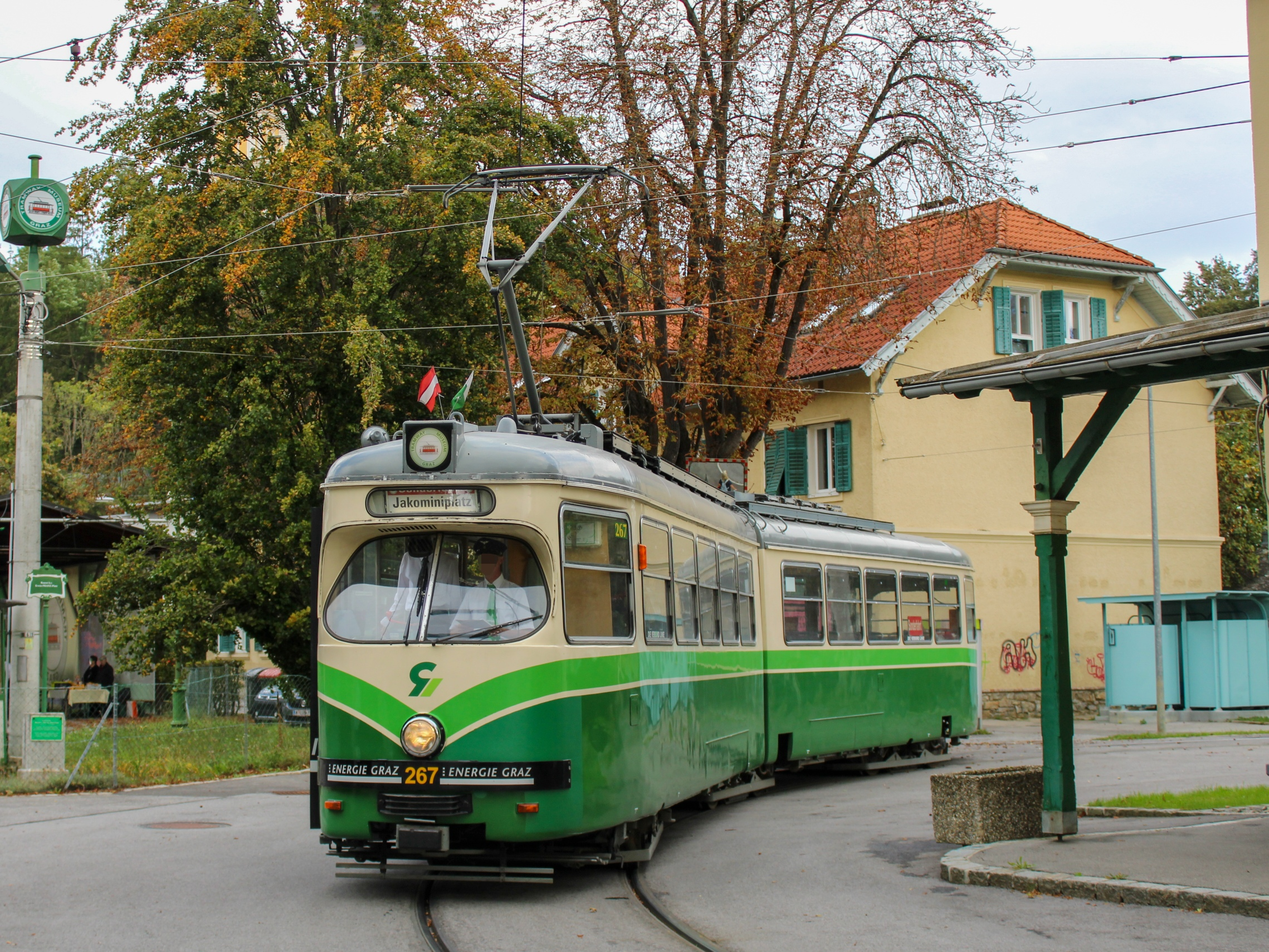
Ehemalige Grazer Straßenbahnserie 260 (ausgemustert 2013, ein Museumsfahrzeug erhalten)
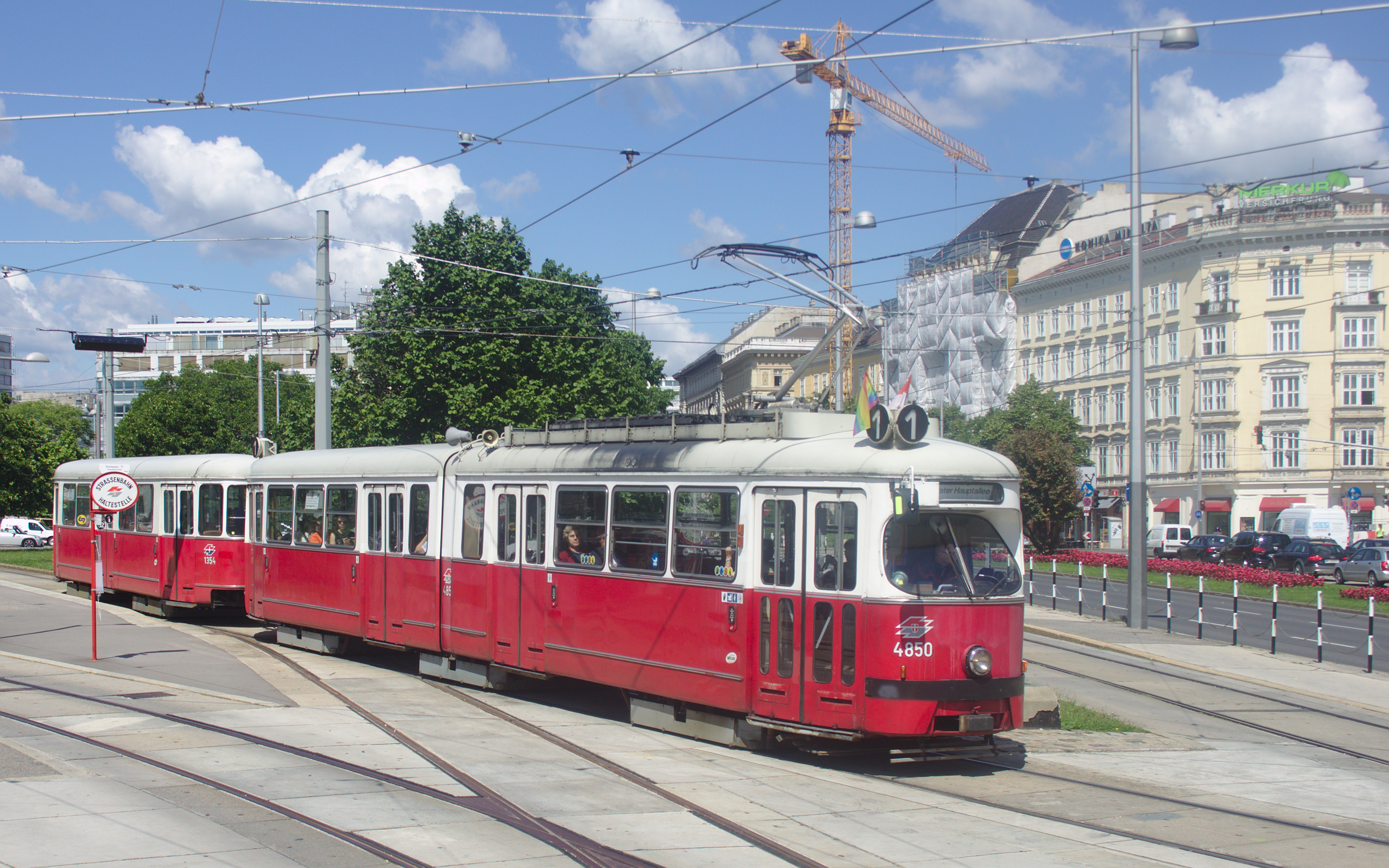
E1-Triebwagen und c4-Beiwagen in Wien
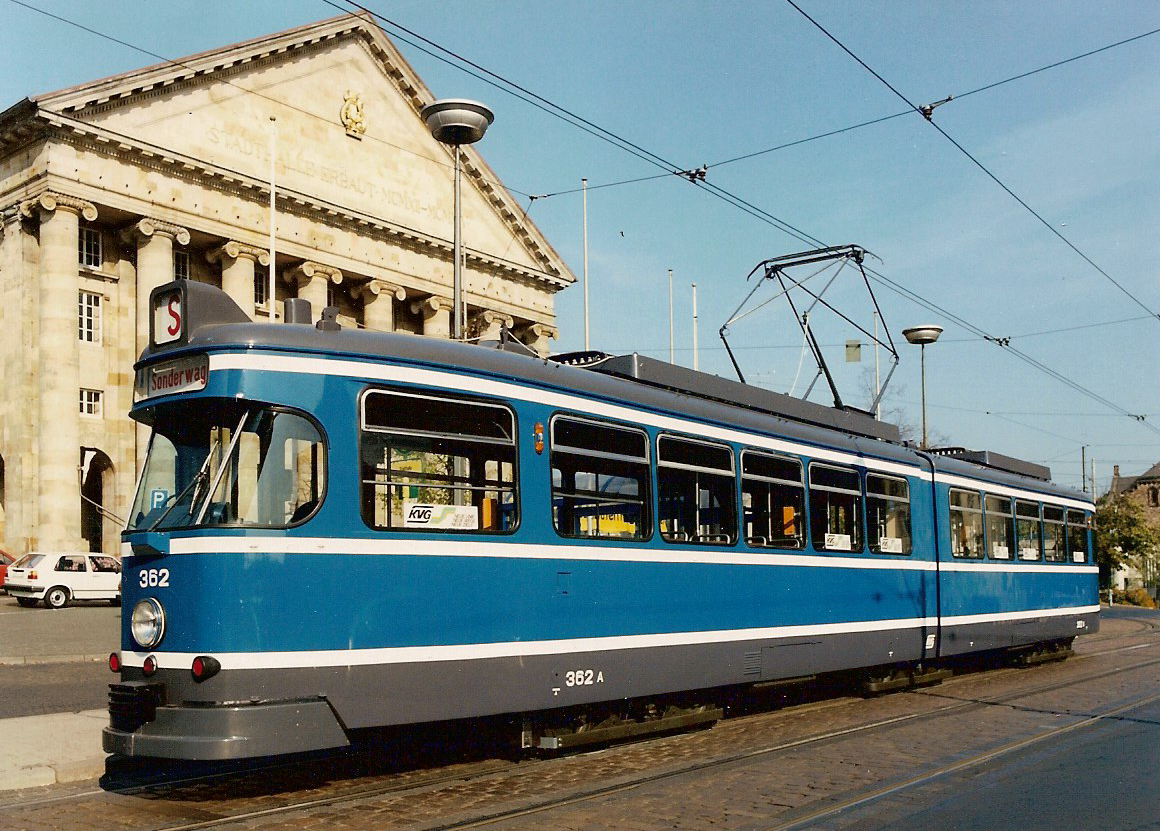
Wegmann-Lizenzbau in Kassel, Baujahr 1970
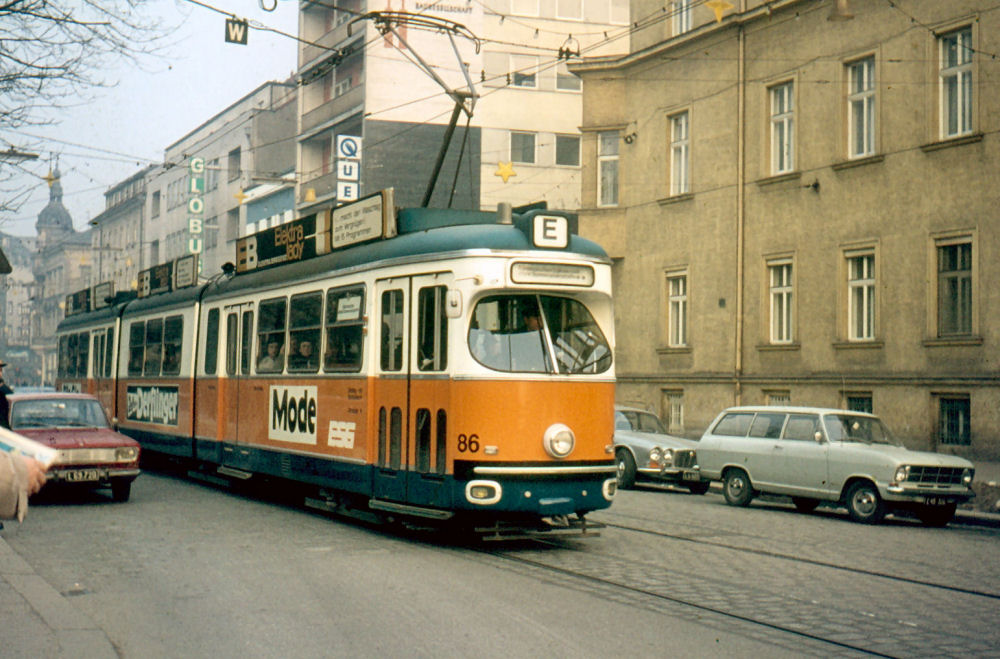
Linzer Lizenz-Achtachser

## Liste der Duewag-Gelenkwagen
| Betrieb                      | Bauart | Baujahr                   | Bezeichnung                                                 | Anzahl | Ausmusterung                                                     | Bemerkungen |
| ---------------------------- | ------ | ------------------------- | ----------------------------------------------------------- | ------ | ---------------------------------------------------------------- | --- |
| Albtal-Verkehrs-Gesellschaft | GT8    | 1958–1969                 | 1–7 und 16–21, 1982: 101–107 und 116–121                    | 13     | 1995–2006                                                        | |
| Basel                        | GT6    | 1967                      | Be 4/6 603–622                                              | 20     | 2001                                                             | ganze Serie 2001 nach Belgrad/Serbien |
| Basel                        | GT6    | 1972                      | Be 4/6 623–658                                              | 36     | 2003/2012                                                        | 623, 633, 635, 636, 641, 643, 658 2001–2012 bei der BLT im Einsatz. 2012 nach Belgrad 625, 630, 631, 632, 640, 657 2001 ebenfalls nach Belgrad |
| Bielefeld                    | GT6    | 1957–1963                 | 221–259, ab 1968: 801–810, 822–850                          | 39     | 1983/1990                                                        | 1966/1975 teilweiser Umbau zu GT8: 801–810, 811–815, Achtachser nach Innsbruck und Würzburg, Sechsachser nach Innsbruck und Lodz |
| BOGESTRA                     | GT6    | 1956                      | 250–255                                                     | 6      | 1982                                                             | |
| BOGESTRA                     | GT6Z   | 1957/1958                 | 261–293                                                     | 33     | 1988                                                             | teilweise verkauft nach Lille/Frankreich, 277 Umbau zu Schleifwagen 677, 275: 1995 an BMB; Tw 279, 290 und 292 1995 nach Gotha verkauft, dort Tw 579, 590 und 592. In Gotha zwischen 2002 und 2007 ausgemustert und verschrottet |
| BOGESTRA                     | GT6Z   | 1959                      | 272"–274", 297, 298                                         | 5      | 1992                                                             | verkauft nach Lille/Frankreich |
| BOGESTRA                     | GT6Z   | 1961–1969                 | 1–53                                                        | 53     | 1996                                                             | 48 1988 Umbau zu Partywagen 88, teilweise verkauft nach Arad/Rumänien und Gent/Belgien, 40 Museumswagen, 42 verkauft nach Innsbruck; Tw 2, 7 und 28 1995 nach Gotha verkauft, dort Tw 502, 507, 528; 2002 bis 2007 ausgemustert, 528 an IG Hirzbergbahn verkauft (2015 an Händler); Tw 16 mit Simatic-Steuerung |
| Bonn                         | GT6    | 1959                      | 231–240                                                     | 10     | 1994                                                             | verkauft nach Sofia/Bulgarien |
| Bonn                         | GT8Z   | 1960/1961/1965/1969       | 401–414                                                     | 14     | ?                                                                | 406 1983 ausgebrannt, 414 als künftiger Museumswagen in Bonn, Rest nach Sofia |
| Bonn–Godesberg–Mehlem        | GT8Z   | 1965                      | 301                                                         | 1      | ?                                                                | 1983 als 415 nach Bonn (Ersatz für 406) |
| Braunschweig                 | GT6    | 1962                      | 6263–6267, ex 31–35                                         | 5      | 1996                                                             | verschrottet, 35 als Museumswagen in Betrieb |
| Dessau                       | GT8    | 1964/1966                 | 001–014                                                     | 14     |                                                                  | 1992 aus Duisburg; 1997 gingen vier Wagen nach Norrköping, sechs wurden 2002/03 verschrottet |
| Dortmund                     | GT8Z   | 1959–1974                 | 1–15", 6–15, 16–81                                          | 91     | 1980–2001                                                        | 41–60 gebaut bei Hansa; Verkäufe nach Karlsruhe, Hiroshima/Japan (76 und 80), Reșița/Rumänien und Wuppertal; 13 zwischenzeitlich an Privatmann verkauft und zeitweise als Café verwendet, inzwischen an Nahverkehrsmuseum Dortmund |
| Düsseldorf                   | GT6    | 1956–1961                 | 2301–2309, 2311–2320, 2401–2440, 2501–2520, 2551, 2601–2615 | 95     | 2011                                                             | 2421–2430, 2434–2440 1976/77 Umbau in GT8, 2551 1969 Umbau in GT8, 2601–2615 1974 Umbau in GT8 2751–2765; 2304 1995 an HSM |
| Düsseldorf                   | GT8    | 1956–1961, 1968/1969      | 2310, 2351–2358, 2451–2458, 2552–2559, 2497–2499, 2651–2673 | 52     | 2011                                                             | 2497–2499 mit Speiseabteil, 2310 in 1966 Umbau zu GT6 |
| Düsseldorf                   | GT8Z   | 1966                      | 1265–1269, später 2265–2269                                 | 4      | 1993                                                             | 1269 Museumswagen bei Linie D |
| Duisburg                     | GT6    | 1957/1958                 | 233–242                                                     | 10     | 1992                                                             | ab 1966 Umbau zu GT8 |
| Duisburg                     | GT8    | 1960–1962                 | 17–19                                                       | 3      | 1992                                                             | 17+18 Speiseabteil für Linie D, 19 nur zeitweise mit Speiseabteil |
| Duisburg                     | GT8    | 1963                      | 20                                                          | 1      | 1992                                                             | Probewagen für Linie 9, 2,2 m breit |
| Duisburg                     | GT6    | 1962–1967                 | 56–76, 243–255                                              | 34     | 1993                                                             | Umbau zu GT8, teilweise mit Einbau Choppersteuerung; teilweise verkauft nach Dessau |
| Essen                        | GT6    | 1958–1960                 | 601–660                                                     | 60     | bis 2000                                                         | 1960 neue Wagennummern 1601–1660; 1977 Tw 1651–1660 Umbau zu GT8, neue Wagennummern 1821–1830, 1990/1991 Umbau mit Türen auf linker Seite, neue Wagennummern 1851–1860; teilweise verkauft nach Arad/Rumänien; Tw 1619 und 1620 von DWM Berlin |
| Essen                        | GT8    | 1960                      | 1801–1806                                                   | 6      | 1992                                                             | Mittelteile teilweise nach Mülheim an der Ruhr verkauft |
| Essen                        | GT6Z   | 1962/1963                 | 1721–1730                                                   | 10     | bis 2000                                                         | ab 1992 Umbau zu GT8Z 1751–1760, 1753 Museumswagen |
| Essen                        | GT6    | 1963                      | 1661–1663                                                   | 3      | bis 2000                                                         | 1970 neue Wagennummern 1666–1668; 1991 Tw 1667 und 1668 ausgemustert; 1980 Tw 1666 Umbau zu GT8 Tw 1826, 1991 Umbau mit Türen auf linker Seite, neue Wagennummer 1856 |
| Essen                        | GT6    | 1966                      | 1671–1676                                                   | 6      | bis 2000                                                         | 1974 Umbau zu GT8, neue Wagennummern 1815–1820, 1992/1993 Umbau mit Türen auf linker Seite, neue Wagennummern 1853, 1858, 1861–1864 in dieser Reihenfolge; teilweise verkauft nach Arad/Rumänien |
| Frankfurt am Main            | GT6    | 1959/1960 + 1963          | M 601–645                                                   | 45     | 1998                                                             | 1968–1978 teilweise Stadtbahnbetrieb, 602 Museumswagen im Verkehrsmuseum Frankfurt am Main |
| Frankfurt am Main            | GT8    | 1963                      | N 801–830                                                   | 30     | 2004                                                             | 812 Museumswagen |
| Frankfurt am Main            | GT8Z   | 1969                      | O 901–908                                                   | 8      | 2005                                                             | 902 und 908 Museumswagen |
| Freiburg/Brsg.               | GT8    | 1972                      | 201–204                                                     | 4      | 2001                                                             | mit Geamatic-Steuerung, von 2006 bis 2012 bei der Straßenbahn Łódź im Einsatz |
| Freiburg/Brsg.               | GT8K   | 1981                      | 205–214                                                     | 10     | 2025                                                             | Einholmstromabnehmer; seit Wiederinbetriebnahme LED-Matrixanzeigen. Breite 2,32 m ; Tw 207 2007 verschrottet, 208+209 2008 nach Ulm verkauft, dort unter Verwendung beider A- und eines C-Teils ein Zweirichtungswagen zum Schlepptriebwagen (Tw 17) umgebaut. Wagen 205 war historischer Triebwagen, wurde u. a. mittlerweile an einen Hochseilgarten verschenkt. Wagen 206 wurde im Jahr 2018 ausgeschlachtet und anschließend bei einem Schrotthändler in Bad Krozingen zerlegt. Fahrzeuge 212 und 214, seit Februar 2025 nicht mehr im Fahrgastbetrieb (Stand 03/2025). 212 kann auch für Sonderverkehre gechartert werden. |
| Freiburg/Brsg.               | GT8N   | 1990/91                   | 221–231                                                     | 11     | in Betrieb                                                       | Mit Matrixanzeige und Scherenstromabnehmern |
| Gotha                        | GT6    | 1960 / 1962 / 1963 / 1967 | 318, 320, 324, 395, 396, 401, 408, 412, 442, 443            | 10     | aus Mannheim übernommen, 2005 bis 2017 ausgemustert/verschrottet | |
| Gotha                        | GT6Z   | 1957/1958/1961/1962       | 502, 507, 528, 579, 590, 592                                | 6      | 2002–2007                                                        | von der BOGESTRA übernommen |
| Gotha                        | GT8N   | 1962/1964                 | 505, 508, 516, 518, 521, 522                                | 6      | in Betrieb                                                       | aus Mannheim übernommen; 505, 508, 521 in Betrieb; 522 nach Unfall mit Stadtbus 2018 verschrottet, 5516 Fahrschulwagen (noch abgestellt), 518 03/2019 als Ersatzteilspender übernommen und 04/2019 nach Ausbau brauchbarer Teile verschrottet. |
| Hagen                        | GT6Z   | 1959–1967                 | 60–85                                                       | 26     | 1976                                                             | verkauft 1975/76 nach Würzburg, Innsbruck/Österreich (Umbau zu GT8Z, in Betrieb) und Belgrad/Serbien |
| Hannover                     | GT6    | 1961/1962                 | 501–522                                                     | 22     | 1992–1998                                                        | 2,35 m breit; 522 Museumswagen, 503, 507 1997 an HSM: 507 verschrottet |
| Heidelberg                   | GT6    | 1960                      | 201–213                                                     | 13     | 1968–1974                                                        | 201–203 1968 verkauft nach Mannheim (318"–320"), 204–213 1971/74 nach Mainz (236–245) |
| Heidelberg                   | GT6Z   | 1964–1973                 | 214–244                                                     | 31     | 1984–2011                                                        | 216, 224, 242 1984 nach Brand verschrottet; 214 Umbau Schleifwagen Heidelberg (200); 215, 217 nach Mannheim und Umbau zu Schleifwagen (1301, 1302); 218–220, 225–229, 232, 237–241 verkauft nach Schöneiche, 218 2020 zurück zur RNV; 221 nach Jena und Umbau zum Partywagen (666); 235 nach Jena als Ersatzteilspender, 230 und 243 2018 an Trainingscenter Retten & Helfen Mosbach, 222–223, 231, 233–234, 236, 244 verschrottet |
| Heidelberg                   | GT8Z   | 1975                      | 201–204                                                     | 4      |                                                                  | 201, 203 verschrottet; 202 abgestellt; 204 historisches Fahrzeug |
| Kassel                       | GT6    | 1966/1967                 | 351–357                                                     | 6      | bis 2003                                                         | teilweise nach Gorzów (Polen) verkauft oder verschrottet |
| Kiel                         | GT6    | 1959–1961                 | 261–275                                                     | 15     | 1985                                                             | |
| Köln                         | GT6    | 1963/1965                 | 3601–3629, 3651–3678                                        | 57     | ?                                                                | 2,5 m breit, 1968/1*69 Umbau in GT8 3701–3729, 3751–3778 |
| Köln                         | GT8    | 1963–1966                 | 3801–3832, 3851–3883                                        | 65     | ?                                                                | 2,5 m breit, anfänglich teilweise mit schmalerer Tür im Mittelteil |
| Köln                         | GT8    | 1968–1971                 | 3001–3039, 3101–3139                                        | 78     | bis 2006                                                         | 2,5 m breit, ab 1983 Umbau für Doppeltraktion: 3100 behielten ihre Nummern (SIMATIC), 30xx wurden zu 32xx (KIMATIC); mehrere Expl. nach Konya/Türkei; von dort 2015 nach Sarajewo/Bosnien |
| Kopenhagen                   | GT6    | 1960–1966                 | 801–900                                                     | 100    | 1972                                                             | Ausrüstung mit Rollenstromabnehmer, 1 Wagen ausgebrannt, 99 Wagen 1972 nach Alexandria/Ägypten 815, 890 2001 an Straßenbahnmuseum Skjoldenæsholm, Dänemark |
| Krefeld                      | GT6    | 1964                      | 601–610                                                     | 10     | 1989                                                             | 1978 609+610 Umbau zu GT8 809+810, ausgemustert 2010 |
| Krefeld                      | GT6    | 1972                      | 611–617                                                     | 7      | 2010                                                             | 1977/1978 Umbau zu GT8 811–817, 813 1984 ausgemustert nach Brandschaden |
| Krefeld                      | GT6    | 1974                      | 618–624                                                     | 7      | 2010                                                             | 1976/1977 Umbau zu GT8 818–824, 820 ausgemustert 1999 nach Unfall; B- und C-Teile an 827 |
| Krefeld                      | GT8    | 1976                      | 825–830                                                     | 6      | 2010                                                             | |
| Ludwigshafen                 | GT6    | 1967                      | 147–152                                                     | 5      | 2004/2005                                                        | 149–151 ab 1970 GT8; 148 ab 1980 GT8; 152 abgestellt; 147 und 149 2009 verkauft nach Lodz, 150 2004 verkauft nach Helsinki, 148 und 151 2019 verschrottet |
| Ludwigshafen                 | GT8    | 1971                      | 153–159                                                     | 7      | 2002–2009                                                        | 156 betriebsfähig, 157 im ehemaligen Betriebshof Luitpoldhafen aufgestellt, 158 2004 verschrottet, Rest 2019 verschrottet |
| Mainz                        | GT6Z   | 1965                      | 228–235, ex 128–135                                         | 8      | 1994                                                             | |
| Mannheim                     | GT6    | 1958–1967                 | 312–450                                                     | 149    | ?                                                                | 322–324, 326, 328, 329, 334–338, 342–345, 349, 358, 360, 365, 368, 379–381, 386, 390, 391, 393, 398, 400, 403, 405–407, 409, 414, 418 1965 an Ludwigshafen (101–138); 417, 428–434 1965 an Ludwigshafen (139–146) und 1977 unter alter Nummer zurück an Mannheim; 318–320 1968 ex Heidelberg 201–203; 1991 23 Wagen Umbau in GT8N; 10 Stück nach Gotha; 35 Stück nach Zagreb; 5 Stück nach Osijek; 2 Stück nach Grudziądz und 2 Stück nach Kaliningrad verkauft; 10 Ludwigshafener Wagen nach Arad. |
| Mannheim                     | GT8N   | 1993                      | 501–523                                                     | 23     | 2011                                                             | Umbau aus GT6 der Baujahre 1961–64; 501 abgestellt; 502 2006 verschrottet; 512, 520 2013 verschrottet; 504 2019 verschrottet; 503, 507, 510, 517, 519, 523 verkauft nach Helsinki (Finnland); 506, 509, 511, 513–515 verkauft nach Lodz (Polen); 505, 508, 521, 522 Ende 2011, 516 und 518 Anfang 2019 verkauft an Thüringerwaldbahn und Straßenbahn Gotha, 516 2022 zurück nach Mannheim |
| Mannheim                     | GT6    | 1960/1963                 | 1011–1018                                                   | 8      |                                                                  | für Rhein-Haardtbahn, 1977 an Ludwigshafen, 1014 1994 verkauft nach Arad/Rumänien, 1015, 1017, 1018 betriebsfähig, Rest verschrottet |
| Mannheim                     | GB6    | 1960/1963                 | 1051–1058                                                   | 8      |                                                                  | für Rhein-Haardtbahn, 1977 an Ludwigshafen, 1054 1994 verkauft nach Arad/Rumänien, 1055, 1057, 1058 betriebsfähig, Rest verschrottet |
| Mannheim                     | GT12   | 1967                      | 1019–1022                                                   | 4      | 2001–2009                                                        | für Rhein-Haardtbahn, 1977 an Ludwigshafen 1020 abgestellt; 1019, 1021, 1022 verschrottet |
| Mannheim                     | GT6    | 1964                      | 1301, 1302                                                  | 2      | in Betrieb                                                       | 1301 Umbau aus HSB 215 (1997), Schleifwagen; 1302 Umbau aus HSB 217 (1997), Schleifwagen |
| Mülheim an der Ruhr          | GT6    | 1958–1964                 | 247–259                                                     | 13     | 2001                                                             | 253 und 254 Umbau zu GT8 263 und 264, 259 Museumswagen |
| Mönchengladbach              | GT6Z   | 1958/1959                 | 31–39                                                       | 9      | 1969                                                             | 31–35 1968/69 nach Aachen, 1101–1105 1974 nach Genf/Schweiz; 795–799 1987 nach Lille/Frankreich 301–303 36-39 1969 an Vestische Straßenbahnen 400–403, 401–403 1982 nach Lille 392–394 |
| Neuss                        | GT6Z   | 1961                      | 38–40                                                       | 3      | 1971                                                             | 1971 an Rheinbahn als 1281–1283, ab 1978 Umbau zu ER 2701–2703, 2703 1986 nach Unfall ausgemustert und an Privat verkauft, 2701 Museumswagen bei Linie D, 2702 1994 nach Stettin/Polen |
| Neuss                        | GT6    | 1964                      | 41–43                                                       | 3      | 1971                                                             | 1971 an Rheinbahn 2621–2623, 1974 Umbau zu Achtachser 2766–2768, seit 1983 2966–2968 |
| OEG                          | GT8Z   | 1966                      | 82–89                                                       | 8      | teilweise noch in Betrieb                                        | 82 Fahrschulwagen, nur in Ausnahmefällen auf Linie 5; übrige verschrottet |
| OEG                          | GT8Z   | 1969                      | 90–97                                                       | 8      | 2002–2010                                                        | verschrottet |
| OEG                          | GT8Z   | 1973/1974                 | 98–110                                                      | 13     | teilweise noch in Betrieb                                        | 102, 105 nach Unfällen verschrottet; 99, 101, 103–104, 106–109 verschrottet; 98, 100, 110 im Einsatz |
| OEG                          | GT8Z   | 1988/1989                 | 111–116                                                     | 6      | teilweise noch in Betrieb                                        | klimatisiert; 112 nach Unfall verschrottet, übrige im Einsatz |
| Rhein-Haardtbahn             | GT6    | 1958                      | 1123, 1124                                                  | 2      | 1988                                                             | 1992/1993 verschrottet |
| Rhein-Haardtbahn             | GB6    | 1958                      | 1217, 1218                                                  | 2      | 1988                                                             | 1992 verschrottet |
| Vestische Straßenbahnen      | GT6Z   | 1955–1958                 | 369–391                                                     | 23     | 1982/1983                                                        | 384 1979, 388 1980 nach Unfall ausgeschieden; Rest 1982 verkauft nach Lille/Frankreich |
| Würzburg                     | GT6    | 1968                      | 231–240                                                     | 10     | teilw. noch in Betrieb                                           | spitze Front, 1981 Umbau zu GT8; 236, 238 noch in Betrieb; 233–235 2006 nach Salzgitter; 231, 232, 237, 240 verschrottet (11/2010); 239 abgestellt |
| Würzburg                     | GT8    | 1975                      | 241–248                                                     | 8      | teilw. noch in Betrieb                                           | spitze Front; 243–246 noch in Betrieb; 241, 242, 247 verschrottet (11/2010); 248 abgestellt |
| Wuppertal                    | GT8    | 1960                      | 8017–8022                                                   | 6      | 1987                                                             | verkauft nach Graz/Österreich |

Bauart: T = Triebwagen; B = Beiwagen; GT = Gelenktriebwagen; Ziffer = Zahl der Achsen; Z (nach Ziffer) = Zweirichtungswagen; ohne Z = Einrichtungswagen.

## Liste der Lizenzbauten
| Betrieb                      | Hersteller           | Bauart | Baujahre  | Bezeichnung        | Anzahl | Ausmusterung                       | Bemerkungen                                     |
| ---------------------------- | -------------------- | ------ | --------- | ------------------ | ------ | ---------------------------------- | ----------------------------------------------- |
| Albtal-Verkehrs-Gesellschaft | Waggonfabrik Rastatt | GT 6   | 1959      | 8–15 1982: 108–115 | 8      | teilweise nach Timișoara abgegeben | 1961–1967 Umbau zu GT 8                         |
| Graz                         | SGP / Lohner         | GT 6   | 1963–1965 | 261–283            | 23     | 2013                               | Drehgestelle mit Tatzlagermotoren               |
| Innsbruck                    | Lohner / ELIN        | GT 6   | 1966–1967 | 71–77              | 7      | 2009                               |                                                 |
| Linz                         | Lohner               | GT 6   | 1970–1971 | 61–67              | 7      | 2003                               | 1973–1974 Umbau zu GT 8                         |
| Linz                         | Lohner               | GT 8   | 1970–1972 | 81–88              | 8      | 2003                               |                                                 |
| Linz                         | Lohner               | GT 8   | 1977      | 68–79              | 12     | 2009                               | 1979–1980 Umbau zu GT 10                        |
| Wien                         | Lohner               | GT 6   | 1959–1966 | 4401–4459          | 59     | 2007                               | Typ E                                           |
| Wien                         | SGP                  | GT 6   | 1961–1962 | 4601–4630          | 30     | 2002                               | Typ E                                           |
| Wien                         | Lohner               | GT 6   | 1967–1976 | 4461–4560          | 100    | 2021                               | Typ E1, stärker motorisiert für Beiwagenbetrieb |
| Wien                         | SGP                  | GT 6   | 1966–1976 | 4631–4868          | 237    | 2022                               | Typ E1, stärker motorisiert für Beiwagenbetrieb |